# Noirterre
Noirterre est une ancienne commune française, commune associée de Bressuire depuis 1973, Noirterre est située dans le nord du département des Deux-Sèvres, en région Nouvelle-Aquitaine. Les habitants de Noirterre au nombre de 1 065 en 2011 sont les Noirterriens et les Noirterriennes. Le 28 mars 2013, elle est transformée en commune déléguée.

## Géographie

### Localisation
Noirterre se situe dans le Nord-Ouest du département des Deux-Sèvres à environ 8 km à l'Est de Bressuire dans le Bocage vendéen.

#### Communes limitrophes
| Chambroutet   | La Chapelle-Gaudin | Coulonges-Thouarsais,Luché-Thouarsais |
| Bressuire     | Noirterre          | Geay                                  |
| Saint-Sauveur | Saint-Sauveur      | Geay                                  |

### Relief, paysage et géologie
Le relief y est légèrement vallonné. Noirterre se trouve dans la zone de transition entre le Bocage Bressuirais et la plaine du Thouarsais. L'altitude varie entre 117 m, au point le plus bas situé à Saint-François, et 187 m au point le plus haut situé à la Haute Folie. Le paysage est caractéristique du bocage avec la présence de nombreuses haies entourant des parcelles agricoles de tailles réduites. Le sous-sol est de type granitique (mica noir) au Nord-Est et granulite (mica noir et mica blanc) au Sud-Ouest. On notera la présence au Sud du bourg d'une poche d'argile blanche, près des villages du Gacluseau et du Haut-Bertin.

### Climat
Le climat est océanique tempéré du fait de la présence de l'Océan Atlantique à proximité. La pluviométrie moyenne est d'environ 700 mm par an.
Le tableau suivant donne la situation météorologique de Niort (station météo la plus proche de Noirterre) comparée à plusieurs grandes villes françaises.
| Ville             | Ensoleillement | Pluie     | Neige   | Orage   | Brouillard |
| ----------------- | -------------- | --------- | ------- | ------- | ---------- |
| Paris             | 1 797 h/an     | 642 mm/an | 15 j/an | 19 j/an | 13 j/an    |
| Nice              | 2 694 h/an     | 767 mm/an | 1 j/an  | 31 j/an | 1 j/an     |
| Strasbourg        | 1 637 h/an     | 610 mm/an | 30 j/an | 29 j/an | 65 j/an    |
| Rennes            | 1 851 h/an     | 649 mm/an | 9 j/an  | 15 j/an | 69 j/an    |
| Niort             | 1 934 h/an     | 890 mm/an | 8 j/an  | 17 j/an | 49 j/an    |
| Moyenne nationale | 1 973 h/an     | 770 mm/an | 14 j/an | 22 j/an | 40 j/an    |

Le tableau ci-dessous indique les précipitations à Noirterre pour l'année 2010 :
| Mois                                   | J    | F    | M    | A    | M    | J    | J    | A    | S    | O    | N    | D     |
| -------------------------------------- | ---- | ---- | ---- | ---- | ---- | ---- | ---- | ---- | ---- | ---- | ---- | ----- |
| Précipitations (hauteur moyenne en mm) | 35,0 | 58,0 | 43,5 | 21,5 | 36,0 | 79,5 | 13,0 | 36,0 | 39,5 | 62,0 | 78,5 | 119,0 |

### Hydrographie

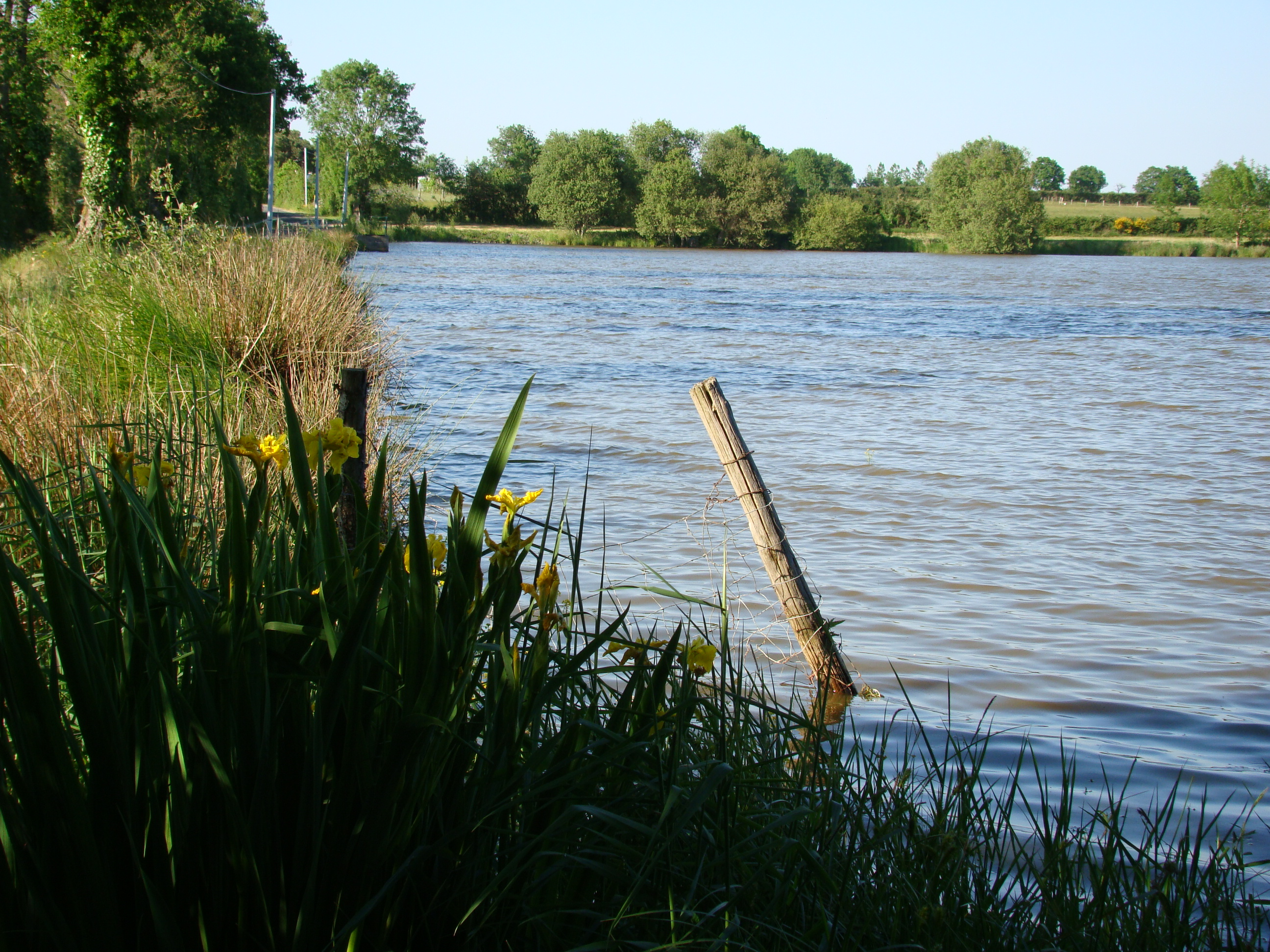
L'Étang de l'Ajonc

La commune est parsemée de nombreuses mares et étangs. Les deux plus importants sont l'Étang de l'Ajonc et l'Étang de la Brosse-Moreau qui datent tous les deux du Moyen Âge.
Le territoire communal est traversé du Sud vers le Nord par la Madoire, un des affluents du Thouet.

### Voies de communication et transports
Noirterre est desservi par la RD 938 Ter reliant Bressuire à Thouars, axe important qui connaît un trafic de plus de 1200 véhicules par jour. La commune est également traversée par la voie de chemin de fer reliant Tours à La Roche-sur-Yon. L'ancienne gare, aujourd'hui désaffectée, a eu par le passé une activité importante pour le transport des marchandises.
La commune de Noirterre possède plus de 100 km de voirie communale.
Le bourg de Noirterre se situe à 5 km de la Nationale 249, voie express 2 × 2 voies reliant Bressuire à Cholet et Nantes.
Un service de bus de l'Agglomération du Bocage Bressuirais permet un transport vers Bressuire le mardi matin. Le départ a lieu à l'arrêt de bus situé près de l'église.
Une ligne de bus TER reliant Bressuire à Thouars passe par Noirterre. L'arrêt de bus situé près de l'église permet d'emprunter ce moyen de transport.

## Toponymie
Ce nom ne vient pas de la couleur du sol comme on pourrait le penser, mais de la présence d'un cimetière gallo-romain situé dans un champ près du Petit Cruhé. Un vieux document du XIe siècle dit, en effet que Noirterre est ainsi appelée à cause de ses tombeaux. La demeure des morts rappelle toujours une idée de noirceur et d'obscurité.

## Histoire
Noirterre est une localité très ancienne. En 950, il est fait mention dans la « Gallia Christiana » d'un monastère situé dans Noirterre, « in nigra terra ».

### Préhistoire
Dès la préhistoire, Noirterre et ses environs étaient habités. Des flèches en silex bien taillées ramassées près du village de Badard en sont la preuve.

### Féodalité
Au Moyen Âge, Noirterre était sous la tutelle de la Baronnie de Bressuire (famille De BEAUMONT-BRESSUIRE), qui dépendait de la Vicomté de Thouars qui, elle-même, dépendait du Roi. Parmi les nombreux fiefs dépendant directement de la Baronnie de Bressuire se trouvaient l'Hôtel de Noireterre, le Bois-Savarit en Noireterre et la Brosse-Moreau.
| Blason | Blasonnement : D'argent à l'aigle bicéphale de sable Commentaires : Ces armes rappellent celles de la famille de Beaumont, seigneurs de Bressuire du Xe au XVIe siècle, qui portaient « une aigle d'or sur champ de gueules semé d'hermines (ou de fers de lance) ». |

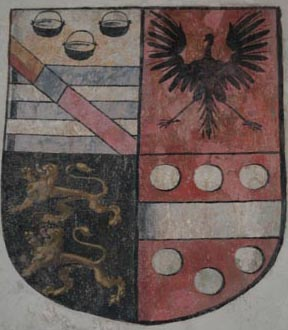
Armoiries de Jeanne Chaudrier

On peut aussi retenir pour Noirterre le blason de Jeanne Chaudrier, Dame de Noirterre et de Cirières (1487–1544). Au château de la Possonnière, à Coutures-sur-Loir, apparaissent ses armes. Son blason de type écartelé est composé des quatre armes de ses grands-parents :
- au premier, les armes de Jean Chaudrier : d'azur à 2 fasces d'argent, au chef d'argent chargé de 3 chaudières avec leurs anses de sable, 2 et 1, au bâton, brochant sur le tout, coupé, au 1 mi-parti d'or et de gueules recoupé d'argent, au 2 de gueules. À noter que les armes de Jean Chaudrier sont elles-mêmes composées des armes des Chaudrier et de celles des De Parthenay-l'Archevèque, une lointaine alliance ;
- au second, les armes de Joachine De Beaumont-Glénay : d'or à l'aigle de sable couronnée de pourpre, becquée et membrée de gueules ;
- au troisième, les armes de Louise Rouault : de sable à 2 léopards d'or l'un sur l'autre ;
- au quatrième, les armes de Françoise Bonnenfant : de gueules à la fasce d'argent accompagnée de 6 besants du même 3 en chef et 3 en pointe.

### Révolution française et Guerres de Vendée
En 1789, les citoyens Jean Frogier et Jacques Garsuault acceptèrent de représenter les habitants de Noirterre à l'Assemblée du Tiers État à Poitiers.
Le 3 août 1794, 1200 paysans se rassemblent à Noirterre. À Noirlieu, ils sont attaqués par les bleus du Général Grignon venant de Coulonges et de Chiché. Après un rude combat, ils s'enfuient vers Bressuire.
Le curé de Noirterre, l'abbé Charles Cornuault participera la même année à l'Assemblée du Clergé du Poitou. Il prêta serment à la Constitution civile du clergé, mais se rétracta et fut contraint de quitter sa paroisse pour se réfugier dans sa famille. Il fut arrêté et transféré à La Rochelle pour être banni en Guyane. Le 21 mars 1793, il fut décapité et sa tête exhibée dans les rues de La Rochelle.
L'abbé Pierre Abeillard fut nommé à Noirterre en 1793 après la mort de l'abbé Cornuault. Il fut arraché à son presbytère en 1796 et déporté en Guyane de 1798 à 1800.

### Guerre 1914–1918
La commune de Noirterre a payé un lourd tribut à la Guerre 1914–1918. Ce sont, en effet, 40 soldats nés à Noirterre qui sont tombés au front.

### Guerre 1939–1945

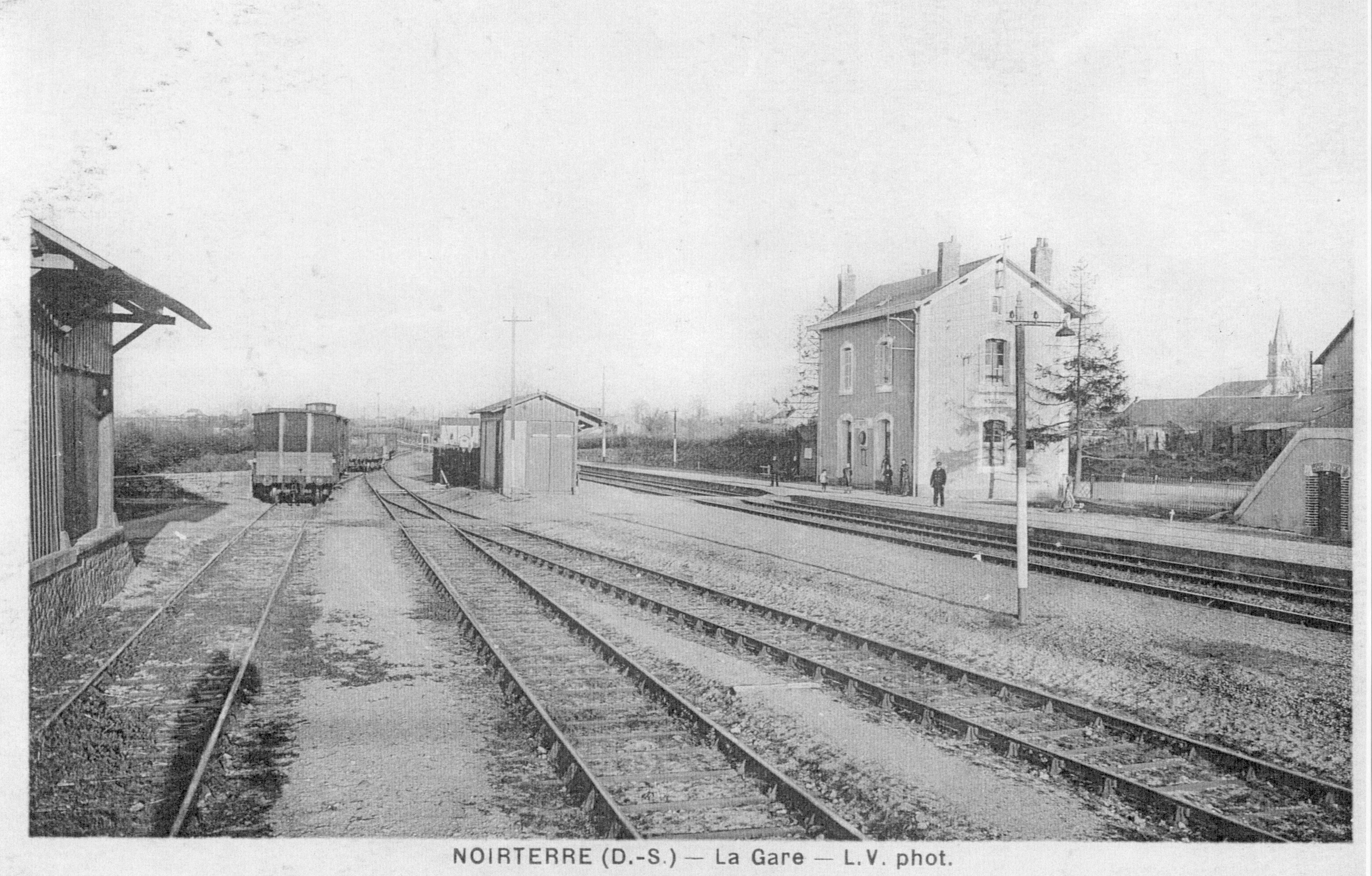
La gare de Noirterre en 1947

En 1940, et durant 5 mois (de février à juin), loge à Noirterre une compagnie de soldats polonais. Sur les 131, 54 seront faits prisonniers par les Allemands.
Le 22 juin 1940, les Allemands entrent dans Noirterre vers 10h avec une patrouille de 8 cyclistes. Vers 16h30, deux autres soldats arrivent à moto et sont suivis, 15 minutes plus tard, par une vingtaine de motos mitrailleuses montées chacune par deux hommes. Ce jour-là, 250 prisonniers français furent rassemblés par les Allemands près de la gare.

### Période contemporaine
Le 1er janvier 1973, la commune de Noirlieu est rattachée à celle de Bressuire sous le régime de la fusion-association. Le 28 mars 2013, elle est transformée en commune déléguée.

## Politique et administrations

### Circonscriptions administratives
Noirterre est une commune déléguée de Bressuire et fait partie du canton et de l'arrondissement de Bressuire. Noirterre est située dans le Département des Deux-Sèvres (79) et dans la Région Poitou-Charentes.

### Intercommunalités

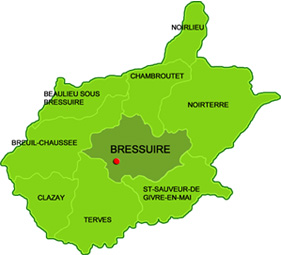
Carte du Grand Bressuire.

Noirterre est une commune déléguée de Bressuire, comme Beaulieu-sous-Bressuire, Breuil-Chaussée, Chambroutet, Clazay, Saint-Sauveur de Givre en Mai et Terves. Le « Grand Bresuire » fut créé en 1973 par la Loi Marcellin. Il s'agit d'une fusion-association. Les anciennes communes ont gardé un Maire-Délégué qui siège au Conseil Municipal de Bressuire.
Bressuire et ses communes déléguées sont adhérentes à la communauté d'agglomération du Bocage Bressuirais. L'agglo 2 B gère l'économie, l'action sociale, l'assainissement, la médiathèque, le centre nautique Cœur d'O…
Bressuire et ses communes déléguées sont adhérentes au Syndicat du Val de Loire (SVL) qui s'occupe de la distribution d'eau.

### Liste des Maires

#### Maires

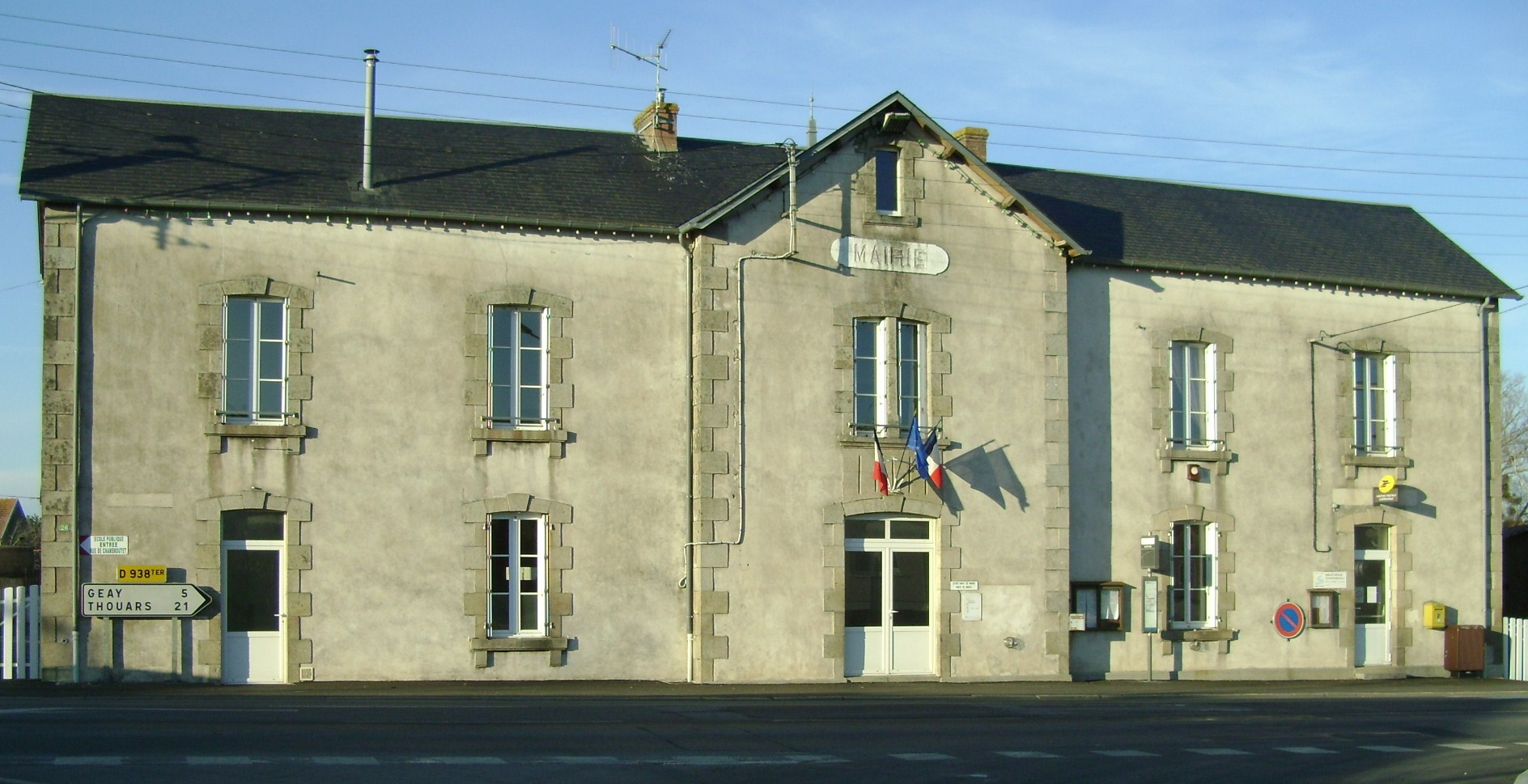
La Mairie de Noirterre.

| Période | Période | Identité         | Étiquette      | Qualité     |
| ------- | ------- | ---------------- | -------------- | ----------- |
| 1905    | 1919    | Alexandre MENARD | Sans étiquette | -           |
| 1919    | 1941    | Isidore BOURREAU | Sans étiquette | -           |
| 1941    | 1943    | Joseph BOSSARD   | Sans étiquette | -           |
| 1943    | 1959    | Jean LAMOUREUX   | Sans étiquette | -           |
| 1959    | 1973    | Roger BACHARD    | Sans étiquette | Agriculteur |

### Maires délégués
Au 1er janvier 1973, la commune de Noirterre devient commune associée à Bressuire. De ce fait, elle a désormais un maire délégué qui siège au conseil municipal de Bressuire.
| Période          | Période  | Identité             | Étiquette | Qualité               |
| ---------------- | -------- | -------------------- | --------- | --------------------- |
| 1er janvier 1973 | 1974     | Roger BACHARD        |           | Agriculteur           |
| 1974             | 1989     | Michel PEAUD         |           | Cadre de l'industrie  |
| 1989             | 1998     | Pierre VALTEAU       |           | Négociant en bestiaux |
| 1998             | 2001     | Jeanne BLANCHIN      |           | Enseignante retraitée |
| 2001             | 2008     | Jacques BENOIT       |           | Maçon retraité        |
| 2008             | en cours | Jean-François MOREAU |           | Agriculteur           |

### Projets de la commune

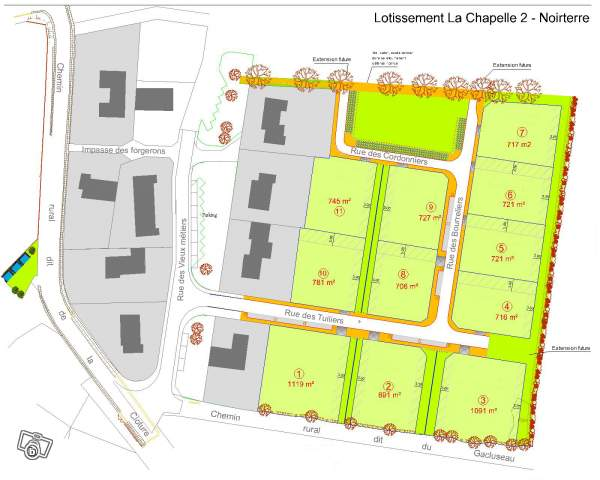
Le lotissement "Le Champ de la Chapelle II"

La commune déléguée de Noirterre a réalisé en 2009 et 2010 des travaux importants d'embellissement de son centre bourg. Après la remise à neuf des réseaux d'assainissement et d'eau potable, les lignes aériennes ont été enfouies et les voiries refaites. D'autre part, un nouveau lotissement de 11 parcelles a été réalisé (voir plan à droite).
La commune déléguée de Noirterre envisage dans un futur proche d'acquérir, par procédure d'expropriation, les terrains situés entre le monument aux morts et le restaurant Le Relais, afin d'y aménager un nouveau parking, et dans le but de mettre en valeur le monument aux morts.
La place Eugène-Vatel (actuel parking du Relais) sera entièrement réaménagée afin de rendre les commerces plus accessibles et d'embellir l'entrée vers le centre bourg.
La commune prévoit également de déplacer la mairie-annexe dans l'actuel presbytère situé rue de l'Abbé-Cornuault.
Dans le cadre inter-communal, Noirterre va bénéficier dans les années à venir de sa proximité du futur hôpital Nord Deux-Sèvres qui sera construit à Faye-l'Abbesse (3 km), ainsi que de sa proximité des zones industrielles de Bressuire (4 km).

## Population et société

### Démographie
La population de Noirterre est en augmentation depuis la fin des années 1970. En 35 ans, la population a progressé de près de 19 %, passant de 863 habitants en 1968 à 1065 habitants en 2011. Avec 1065 habitants en 2011, Noirterre se trouve au 83e rang sur les 307 communes des Deux-Sèvres.
| 1793 | 1800 | 1806 | 1821 | 1831 | 1836 | 1841 | 1846 | 1851 |
| ---- | ---- | ---- | ---- | ---- | ---- | ---- | ---- | ---- |
| 800  | 535  | 760  | 775  | 756  | 840  | 762  | 862  | 942  |

| 1856 | 1861 | 1866  | 1872  | 1876  | 1881  | 1886  | 1891  | 1896  |
| ---- | ---- | ----- | ----- | ----- | ----- | ----- | ----- | ----- |
| 901  | 963  | 1 019 | 1 131 | 1 108 | 1 148 | 1 134 | 1 146 | 1 112 |

| 1901  | 1906  | 1911  | 1921  | 1926  | 1931  | 1936  | 1946  | 1954  |
| ----- | ----- | ----- | ----- | ----- | ----- | ----- | ----- | ----- |
| 1 089 | 1 168 | 1 134 | 1 056 | 1 038 | 1 027 | 1 015 | 1 010 | 1 017 |

| 1962 | 1968 | 1975 | 1982 | 1990 | 1999 | 2009  | 2011  | - |
| ---- | ---- | ---- | ---- | ---- | ---- | ----- | ----- | - |
| 907  | 863  | 857  | 864  | 954  | 917  | 1 057 | 1 065 | - |

La population du bourg est d'environ 460 habitants, soit 44 % de la population totale. La répartition par tranches d'âge est la suivante : 
- plus de 60 ans : 21 % ;
- de 18 à 60 ans : 53 % ;
- moins de 18 ans : 26 %.

### Enseignement

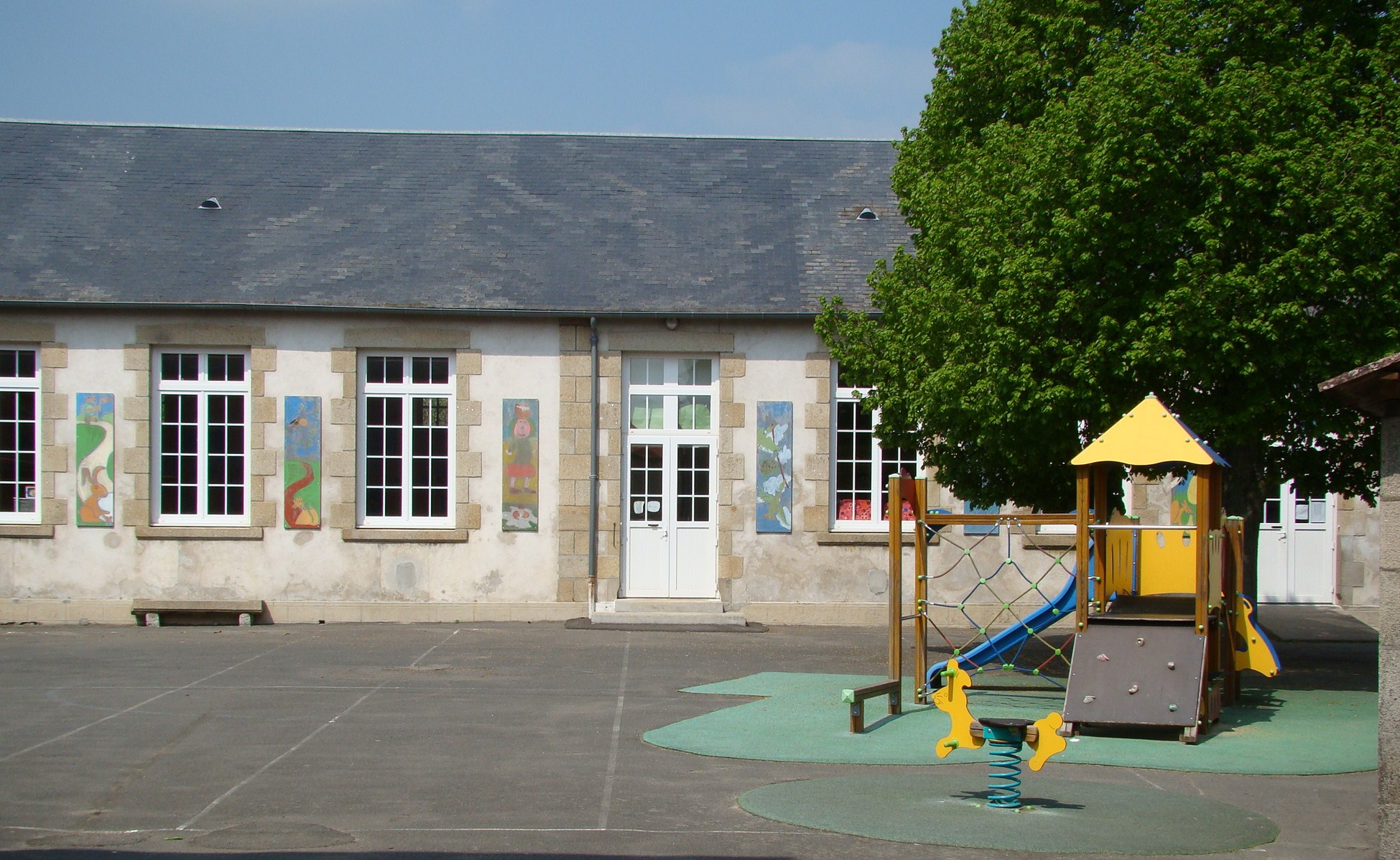
L'École Publique Jean de La Fontaine

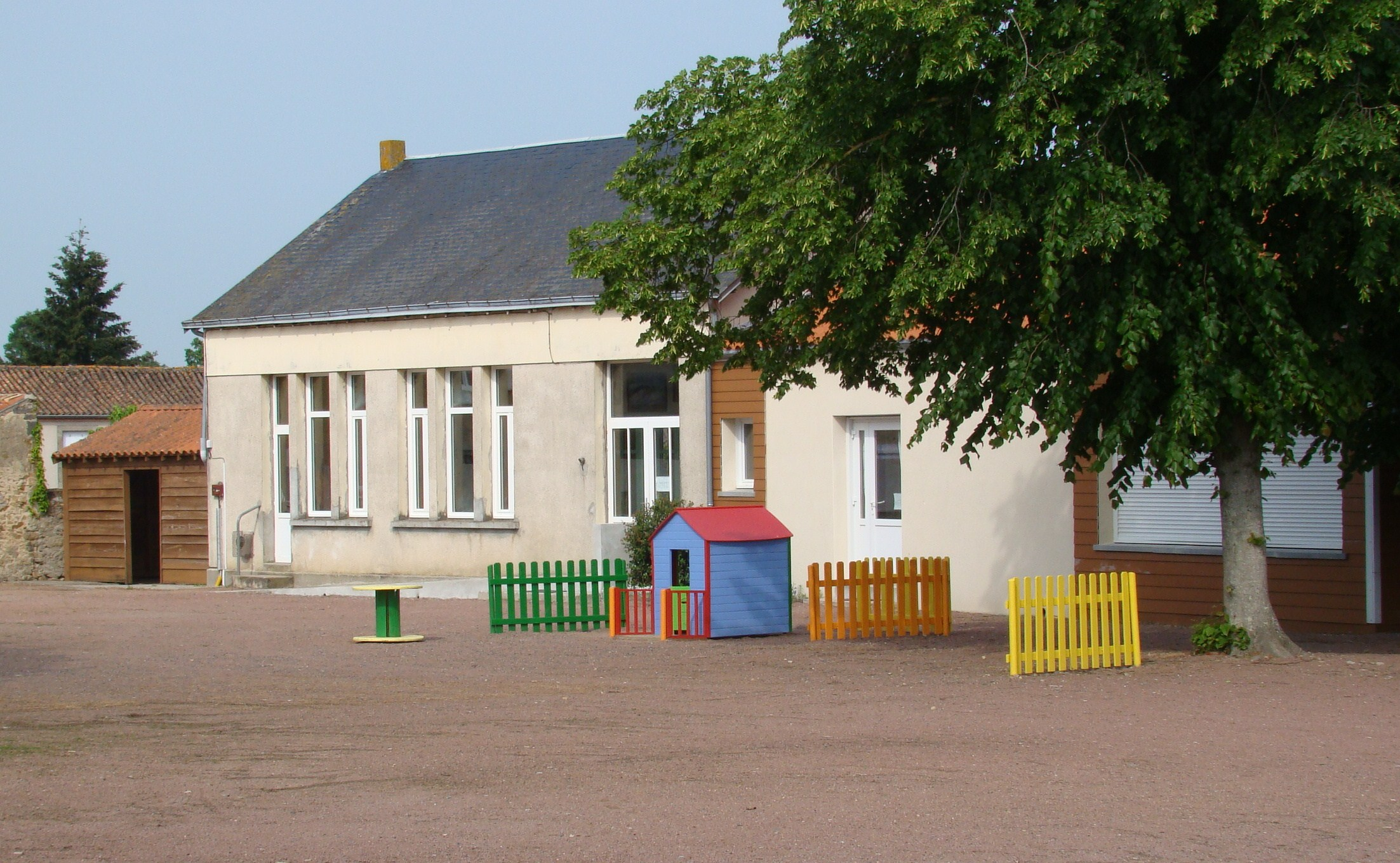
L'École Privée Sainte-Bernadette

Noirterre possède deux écoles : l'école publique Jean De La Fontaine qui possède trois classes, l'école privée Sainte-Bernadette qui possède deux classes.
À partir de la 6e, les enfants de Noirterre vont au collège dans les différents établissements bressuirais.
La restauration scolaire est assurée par la municipalité au rez-de-chaussée de la salle des fêtes.
Avant et après la classe, les enfants peuvent être accueillis dans une structure péri-scolaire municipale.

### Manifestations culturelles et festivités

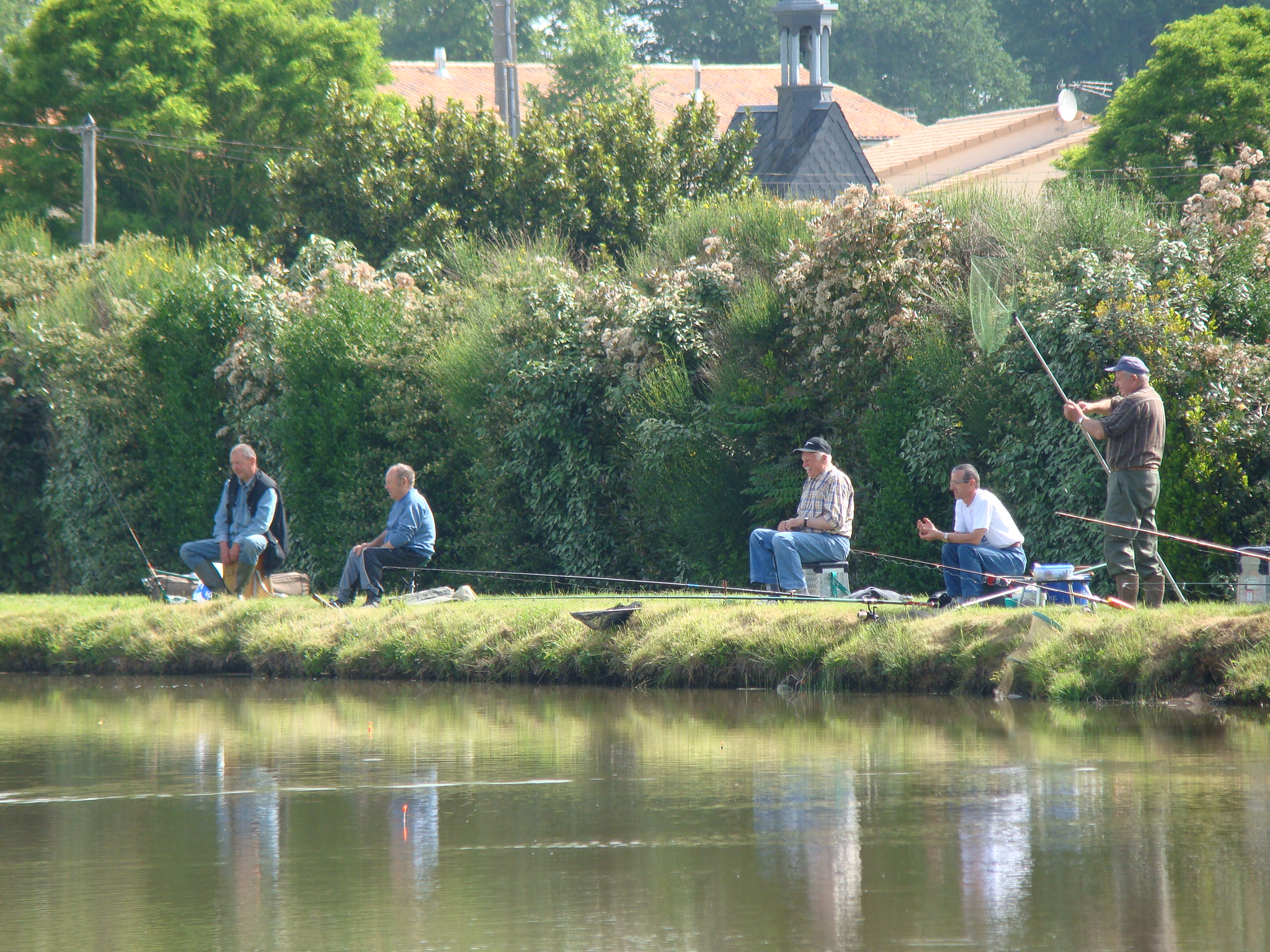
Concours de pêche à l'étang du Gardou
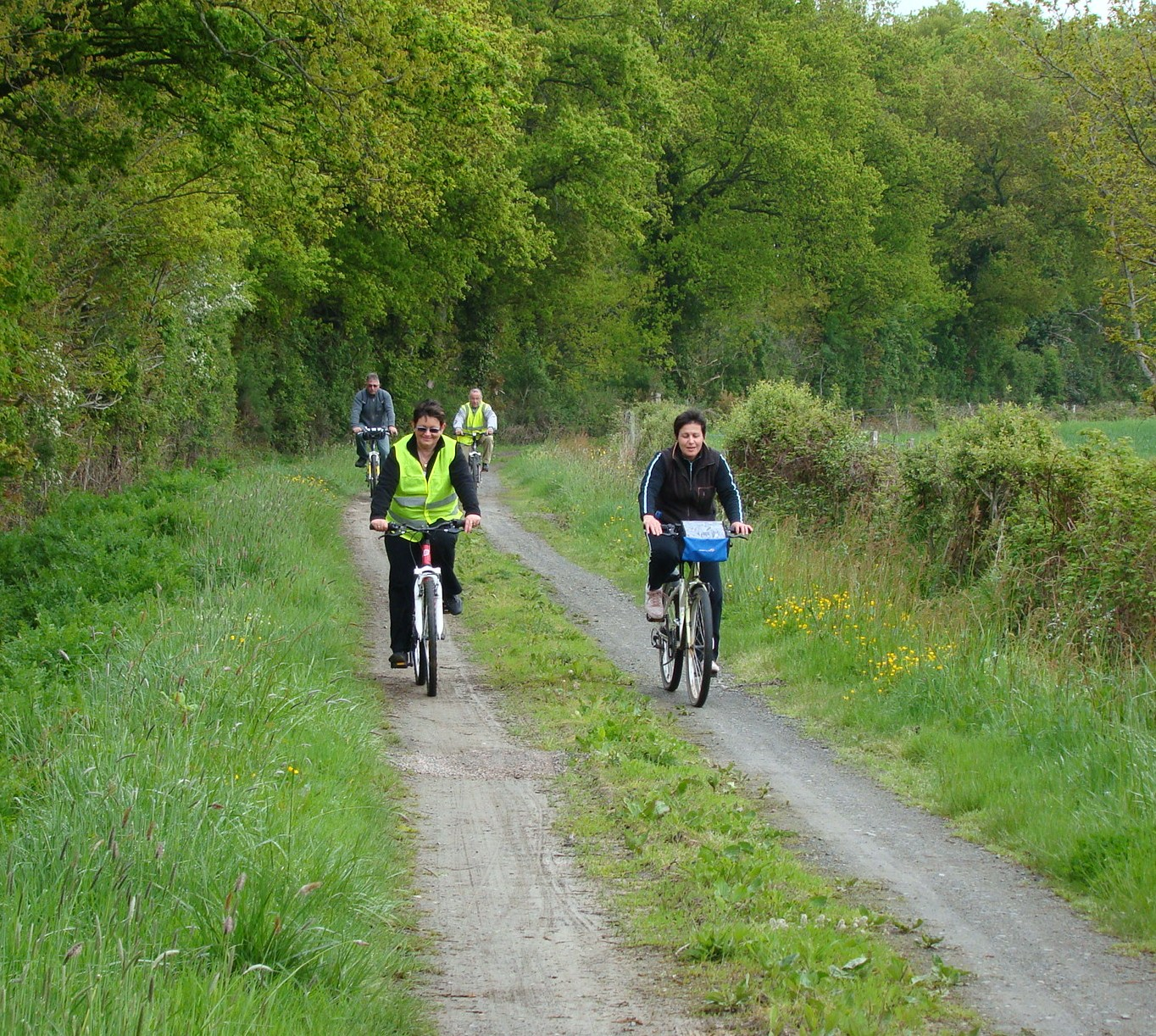
Rallye Vélo
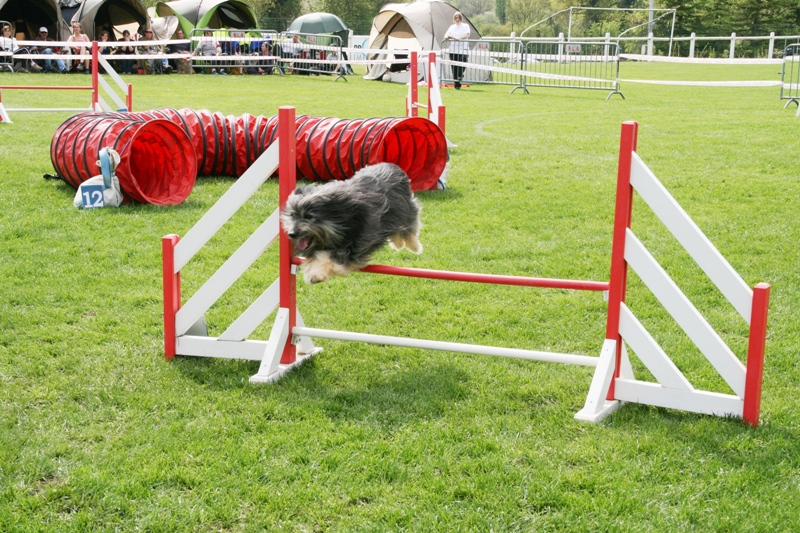
Concours National d'Agility au stade
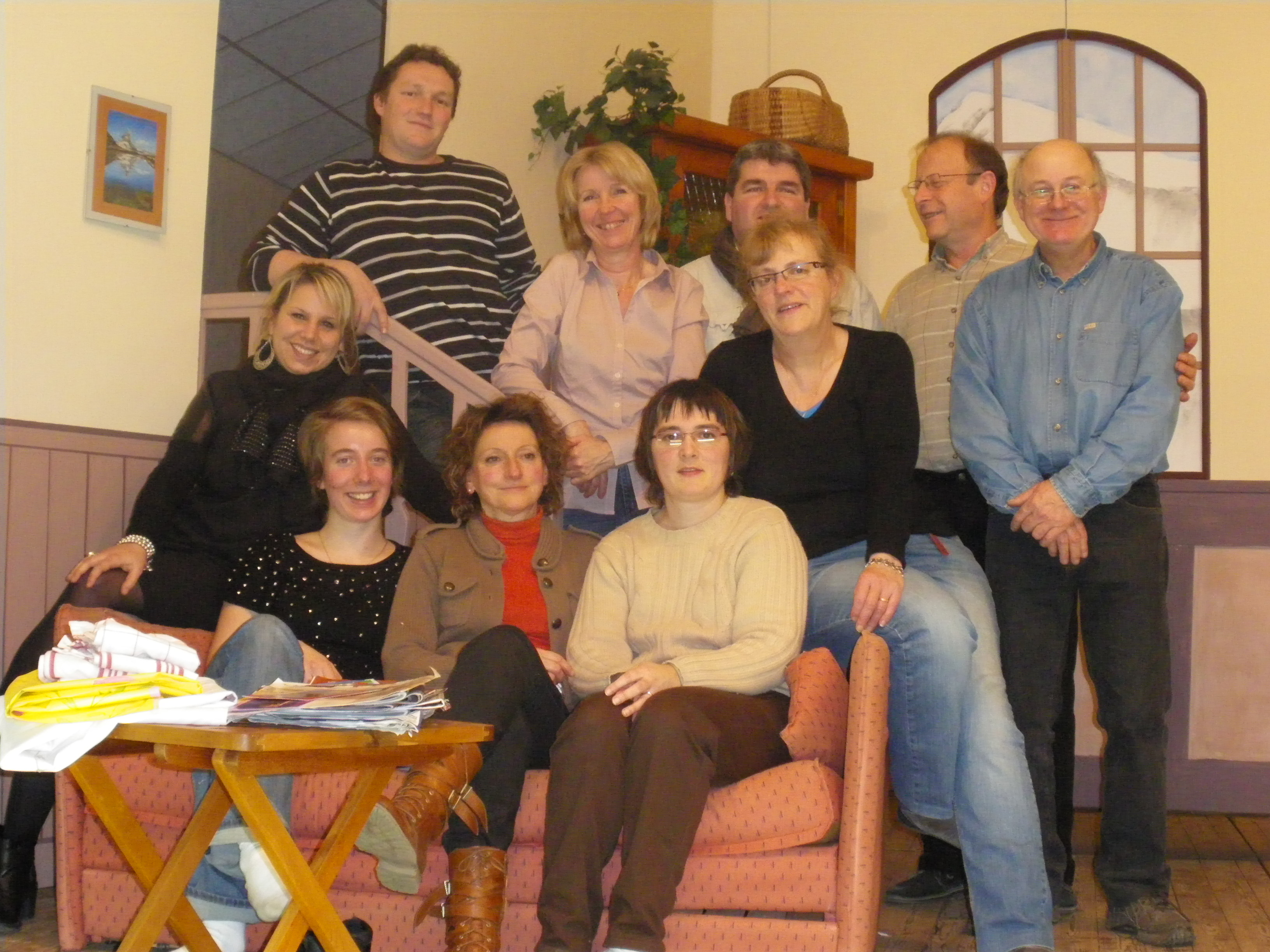
La troupe théâtrale de Noirterre
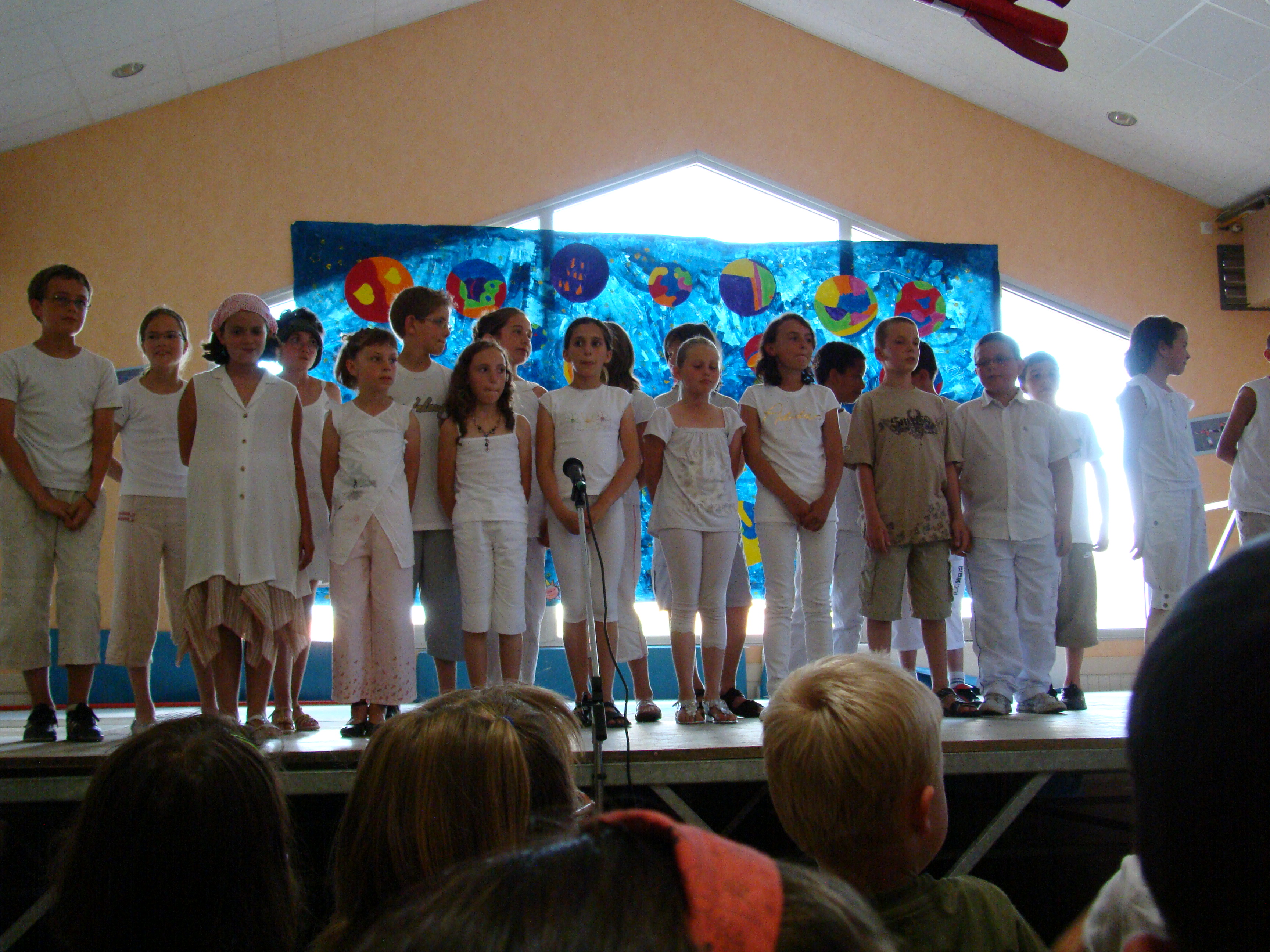
Fête de l'école Jean de la Fontaine

Créé en 1986, le Comité des Fêtes de Noirterre est à l'initiative de nombreuses manifestations. La plus grande réussite de cette association est certainement « La Fête du Mouton » qui de 1989 à 2000 a mobilisé de nombreux bénévoles pour présenter les métiers liés à l'élevage ovin et faire déguster le traditionnel méchoui. Le Comité des fêtes organise également chaque année en mai un Rallye-Vélo et le Festival des associations de la commune.
À la fin du mois de janvier, la troupe théâtrale de Noirterre organise quatre séances de théâtre à la salle des fêtes. Au mois de juin, ce sont les amoureux de la chanson qui se réunissent à Noirterre pour un Festival de la chanson française organisé par la Bourse aux Chansons.
Tout au long de l'année, de nombreuses manifestations sont organisées : concours de belote ou de pétanque, concours de pêche, concours national d'agility, fêtes des écoles, soirées dansantes ou bien vide-greniers.

### Équipements

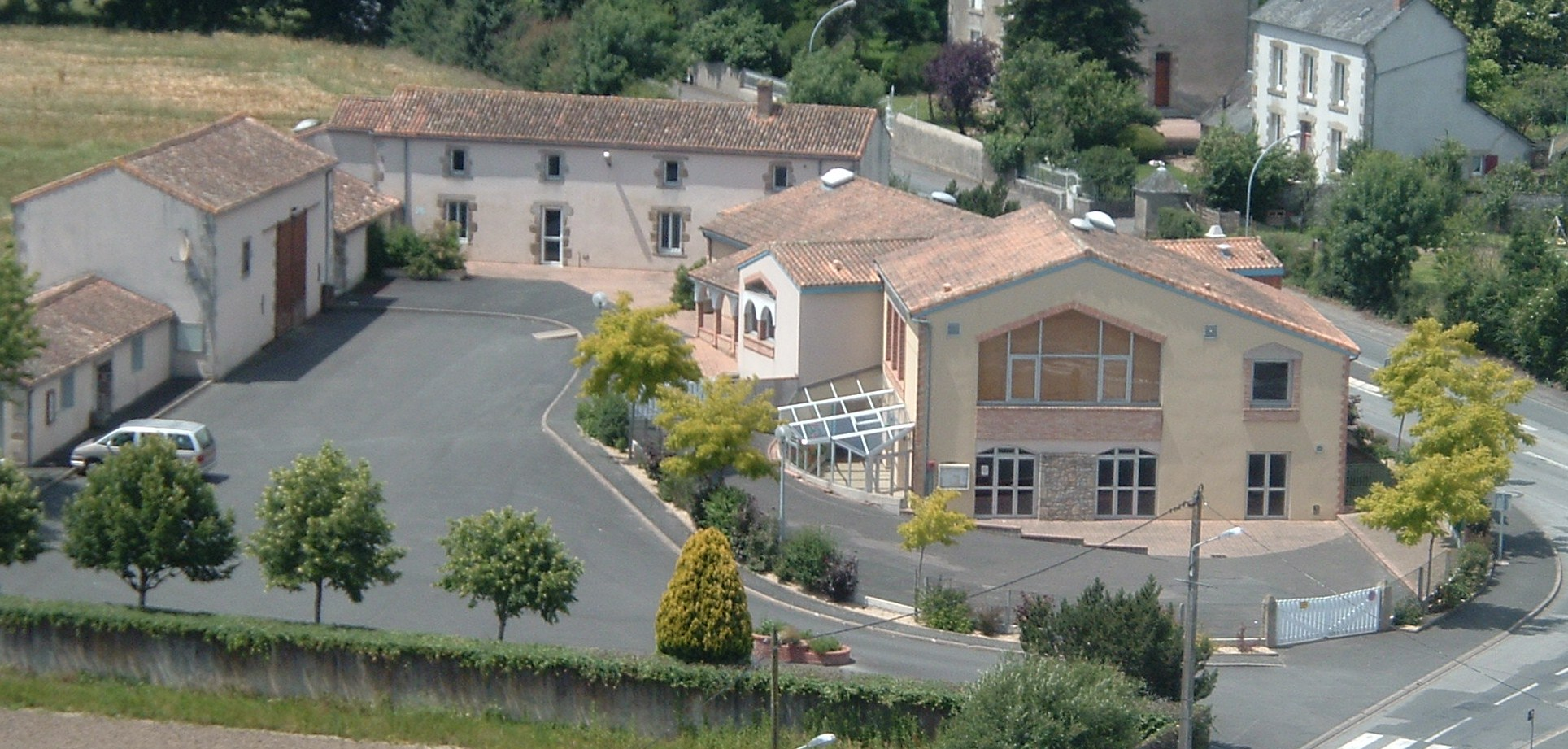
La salle des fêtes du Noiron

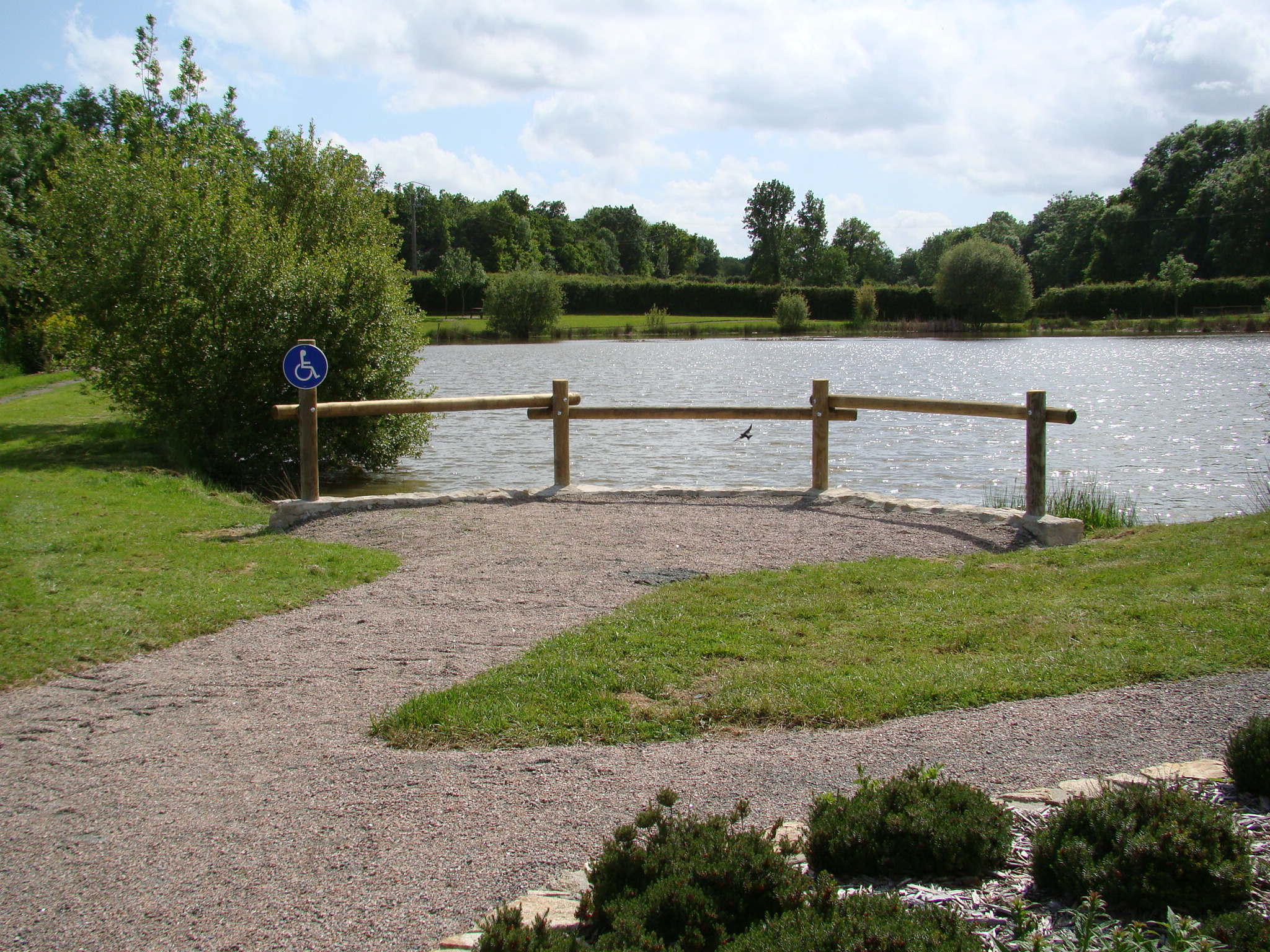
L'étang du Gardou

Parmi les nombreux équipements de Noirterre, nous retiendrons les suivants : un complexe de salles au Noiron, regroupant une salle des fêtes, une salle de réunion, la cantine inter scolaire et le club house du foot.
La commune dispose également de deux petites salles au Logis du Parc, une est mise à la disposition de la paroisse pour la catéchèse, l'autre est utilisée comme foyer des jeunes.
Le stade de Noirterre est situé à quelques centaines de mètres du bourg sur la route de Noirlieu. On y trouve le terrain de football et les installations du club d'agility.
Enfin, la commune dispose d'un plan d'eau appelé étang du Gardou situé rue de Faye-l'Abbesse. Ce lieu agréable possède également une petite salle louée pour des fêtes de famille.
Au niveau intercommunal, Noirterre bénéficie de la proximité de Bocapôle, site destiné aux loisirs avec ses salles de concert ou d'exposition, son bowling, son restaurant et son hôtel.
Les Noirterriens peuvent également profiter de la médiathèque et du Centre nautique de la Communauté de communes.

### Associations
Noirterre possède de nombreuses associations dont voici la liste :
| Associations                | Domaine                                              |
| --------------------------- | ---------------------------------------------------- |
| Comité des Fêtes            | Animation de la commune                              |
| Familles Rurales « Ariane » | Centre aéré, Loisirs créatifs, Foyers des Jeunes     |
| ES Faye-Noirterre           | Club de football                                     |
| Basket Clubs du Bocage      | Club de basket-ball                                  |
| CAN'in                      | Club d'Agility de Noirterre                          |
| Les Piétonics               | Gym Volontaire                                       |
| Yoga Détente n'Terre        | Club de yoga                                         |
| L'Âge Bleu                  | Club du 3e âge                                       |
| AFN Noirterre               | Association des anciens combattants                  |
| APE Jean de la Fontaine     | Association des parents d'élèves de l'école publique |
| APEL Sainte-Bernadette      | Association des parents d'élèves de l'école privée   |

Le Comité des Fêtes de Noirterre fut créé en 1986. La même année la salle des fêtes du Noiron fut inaugurée et une étape du Tour de France est passée à Noirterre. Le Comité des Fêtes organise des manifestations variées. La plus réputée fut la Fête du Mouton qui, dans les années 1990 réunissaient de nombreux bénévoles de la commune autour de la préparation du méchoui.
L'Entente Sportive Faye Noirterre a été créée en 1995, de la fusion des clubs de foot de Noirterre et de Faye-l'Abbesse. Le club a, à son actif, une participation en demi-finale de la Coupe des Deux-Sèvres lors de la saison 2002-2003, ainsi qu'un 2e place du championnat de Promotion de 1re Division Départementale cette même année.
Le Basket Clubs du Bocage résulte de la fusion en 2010 des clubs de Faye-Noirterre et Chiché.
Le Club d'Agility CAN'in a été créé en 2009. Aujourd'hui, il possède plus de 70 membres et est un des clubs les plus importants des Deux-Sèvres en termes de licenciés pratiquant la compétition.

### Culte
La paroisse est gérée par la Communauté Locale de Noirterre, regroupée au sein de la paroisse Saint-Hilaire en Bocage.
La liste des curés de Noirterre depuis 1902 est la suivante :

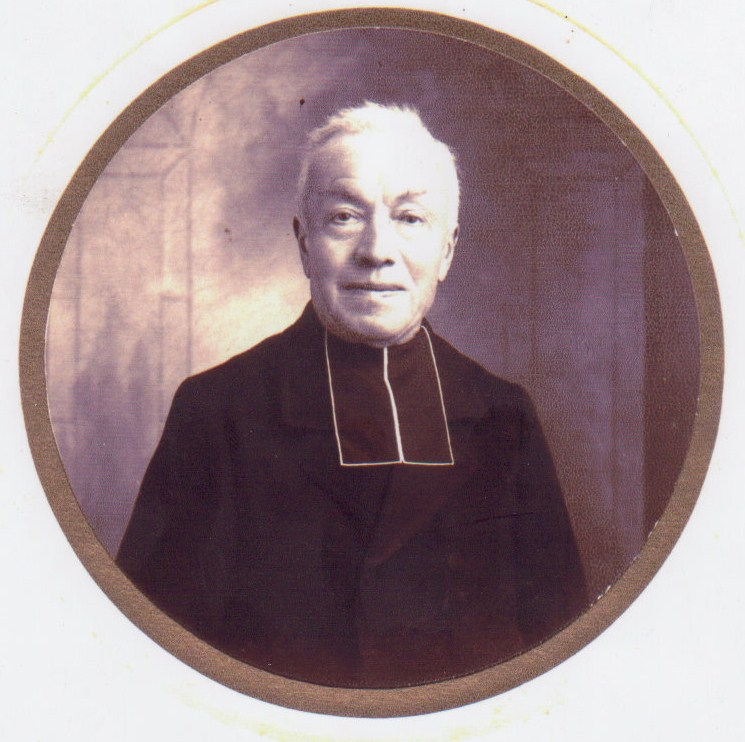
L'Abbé Eugène Vatel

| Période                                  | Période | Identité                 | Fonction précédente | Observation |
| ---------------------------------------- | ------- | ------------------------ | ------------------- | ----------- |
| 1902                                     | 1935    | Eugène VATEL             |                     | -           |
| 1935                                     | 1953    | Alphonse HAY             |                     | -           |
| 1953                                     | 1957    | Etienne MARCHAND         |                     | -           |
| 1957                                     | 1960    | Jean CHESSE              |                     | -           |
| 1960                                     | 1971    | Jean FRANCHINEAU         |                     | -           |
| 1971                                     | 1972    | Maurice REVEAU           |                     | -           |
| 1972                                     | 1976    | Fernand LE DELAISIR      |                     | -           |
| 1976                                     | 1986    | Roger HAY                |                     | -           |
| 1986                                     | 1989    | Michel GIRARD            |                     | -           |
| 1989                                     | 1991    | Didier VINCENDEAU        |                     | -           |
| 1991                                     | 1994    | François DE LA HOUPLIERE |                     | -           |
| 1994                                     | 2014    | Michel FROMENTEAU        |                     | Permanent   |
| Les données manquantes sont à compléter. |         |                          |                     |             |

## Économie

### Activités traditionnelles
Noirterre est une commune très rurale. L'activité traditionnelle de la commune est donc l'agriculture. À la fin du XIXe et au XXe siècle, Noirterre a connu une activité importante liée à la fabrication de briques et de tuiles. La présence d'un filon d'argile blanche est la raison. La dernière tuilerie en activité appartenait à la famille CHESSE au lieu-dit Les Chabotteries. L'entreprise a arrêté son activité en 1972. On peut encore y voir l'ancien four et l'ancien séchoir. Au lieu-dit Le Four, on peut aussi découvrir les anciennes installations de la tuilerie BOURREAU, aujourd'hui propriété de la commune.
Autrefois, on fabriquait à Noirterre, des étoffes de laine dites « trois marches » et des toiles à l'usage du pays. Vers 1800, six métiers à tisser étaient en activité. À cette époque, on trouvait cinq fabriques de tuiles, briques et carreaux, ainsi qu'un moulin à vent. Quatre autres moulins avaient été détruits pendant les Guerres de Vendée. Il existait aussi un moulin à eau.

### Agriculture
Noirterre compte environ 35 exploitations agricoles. Le Bocage Bressuirais est une zone d'élevage et Noirterre n'échappe pas à cette règle, puisque la majorité des exploitations sont en polyculture-élevage. L'activité prédominante est l'élevage de bovins de race à viande (17 élevages). L'élevage ovin est lui aussi bien implanté (14 élevages). Ensuite vient l'élevage hors-sol de volailles ou de lapins (10 élevages), puis l'élevage caprin (5 élevages). Une seule exploitation s'est spécialisée dans la production des vaches laitières. On notera enfin la présence d'un élevage de gibiers (faisans).

### Industrie

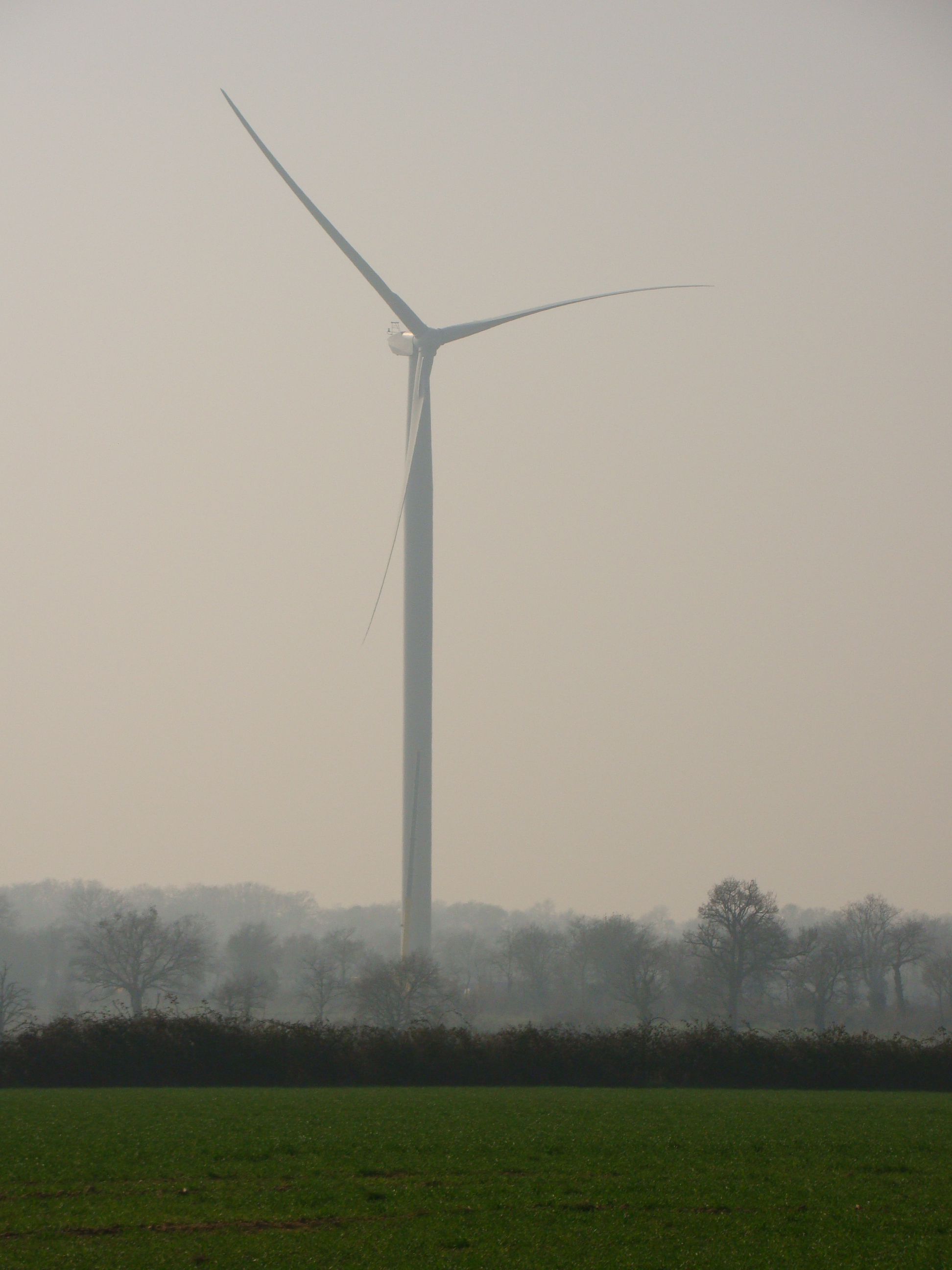
Parc éolien des Versennes

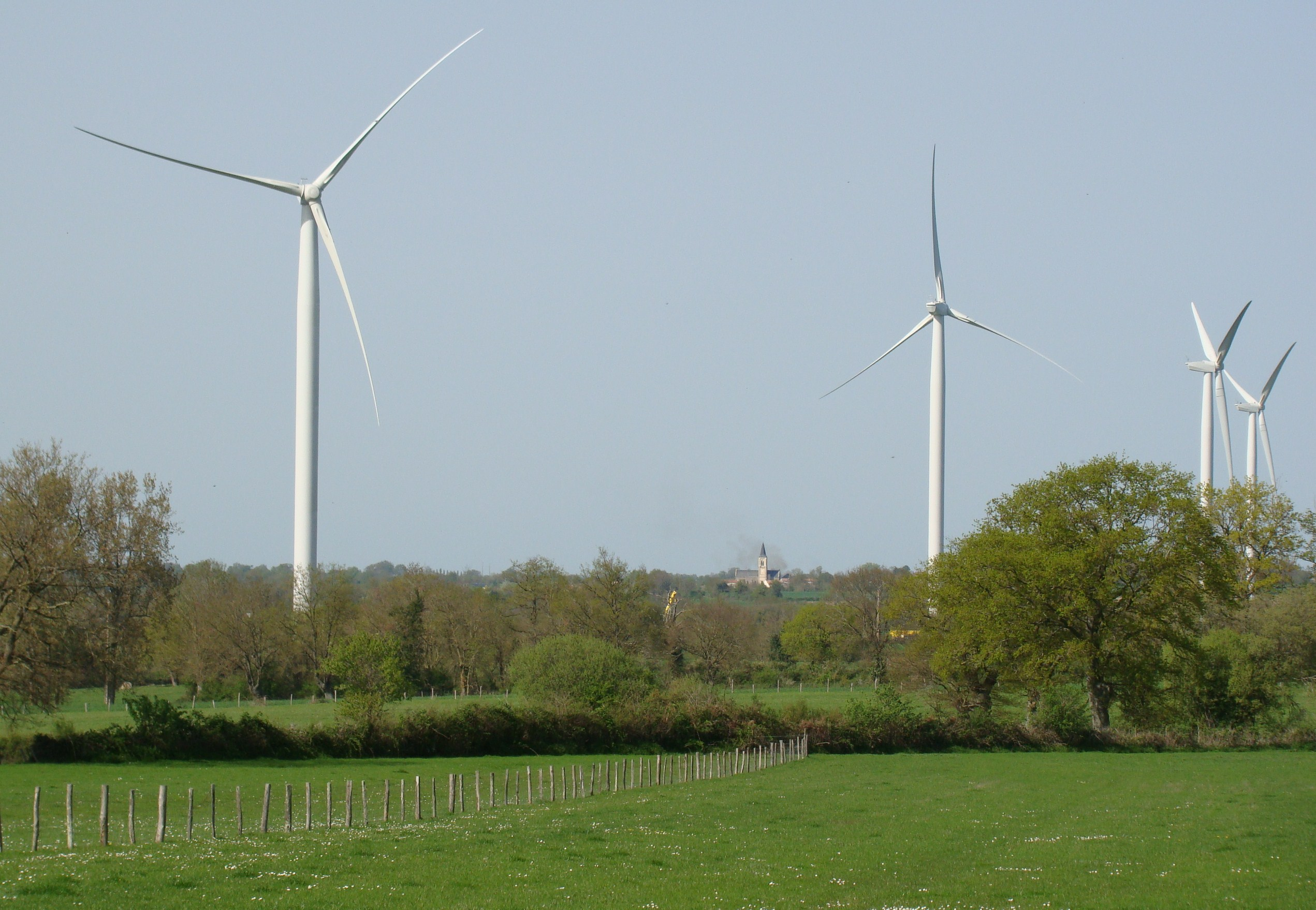

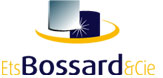

Noirterre ne possède qu'une seule usine, l'entreprise Bossard & Cie, située rue de Chambroutet. Cette entreprise spécialisée dans la production de pièces métalliques et dans le traitement de surface des métaux était autrefois une petite société artisanale de fabrication de fers à bœufs.
Créés en 1927, les Ets Bossard & Cie perpétuent des savoir-faire dans le travail mécanique des métaux et le traitement de surface.
Ils sont spécialistes de la découpe des métaux (acier, aluminium, inox), l'emboutissage, la soudure (soudure mig, soudure par point), l'assemblage de petites et moyennes séries depuis plus de 80 ans.
Les Ets Bossard & Cie sont des spécialistes en zingage (zingage électrolytique, zingage blanc ou zingage bichromaté sans Cr VI sur aciers) depuis plus de 40 ans.
Leur savoir-faire en qualité de fabricant d'articles de quincaillerie industrielle, leur a permis de développer toute une gamme de ferrures (penture, espagnolette, gond) pour équiper le volet bois.
Fabricant de fourches pour chariots élévateurs, les plus grands constructeurs leur font confiance pour leurs compétences reconnues sur le marché. Véritable spécialiste de la fourche de chariot élévateur, leur savoir faire et leurs machines permettent de répondre sur quasiment tous les modèles du marché mais également sur des modèles spécifiques (en série ou à l'unité) pour des chariots élévateurs de 1,5 tonne à plus de 5 tonnes.
L'entreprise emploie une trentaine de salariés, sous la direction de Monsieur Franck Tassin.
Au Nord de la commune se situe le parc éolien des Versennes, à cheval sur Noirterre, La Chapelle-Gaudin et Coulonges Thouarsais. Ce parc de 18 éoliennes, construit entre novembre 2010 et juillet 2011, est le plus important de Poitou-Charentes.
Avec un potentiel de production de 36 MW, il est exploité par la société Boralex.
Les machines de la marque allemande Repower mesurent 92 m au niveau de la nacelle et 140 m en bout de pale.

## Lieux et monuments

### Le monument aux morts

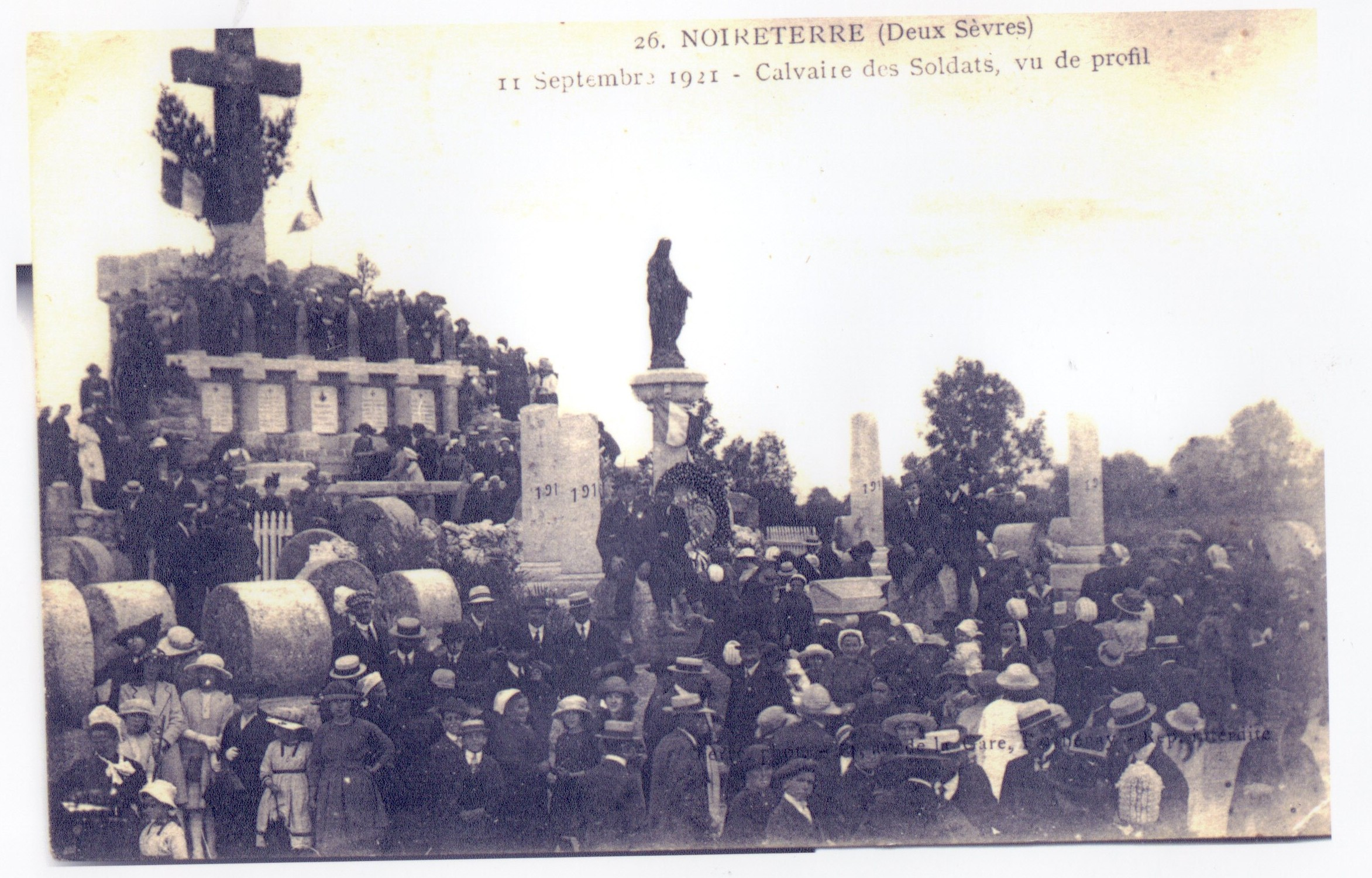
L'inauguration du monument aux morts en 1921
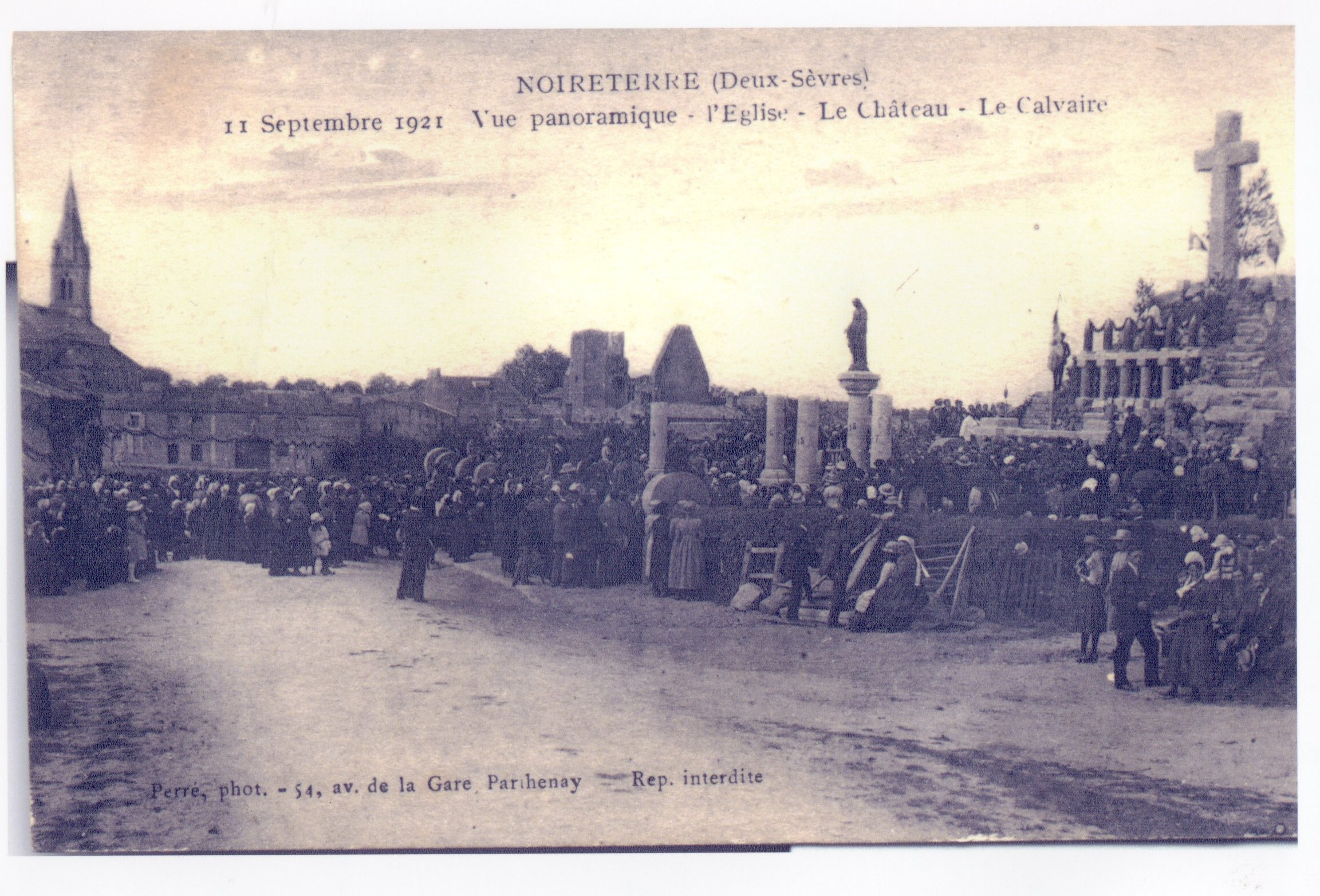
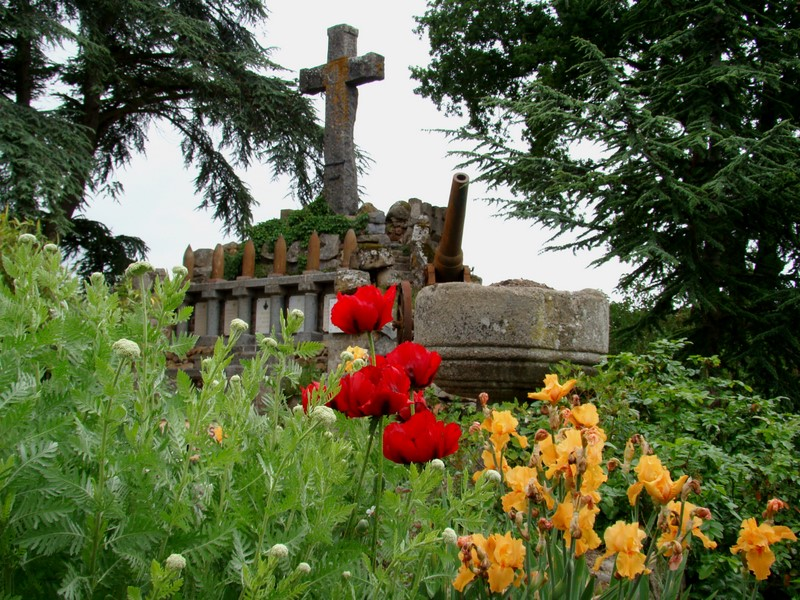
Le monument aux morts de Noirterre
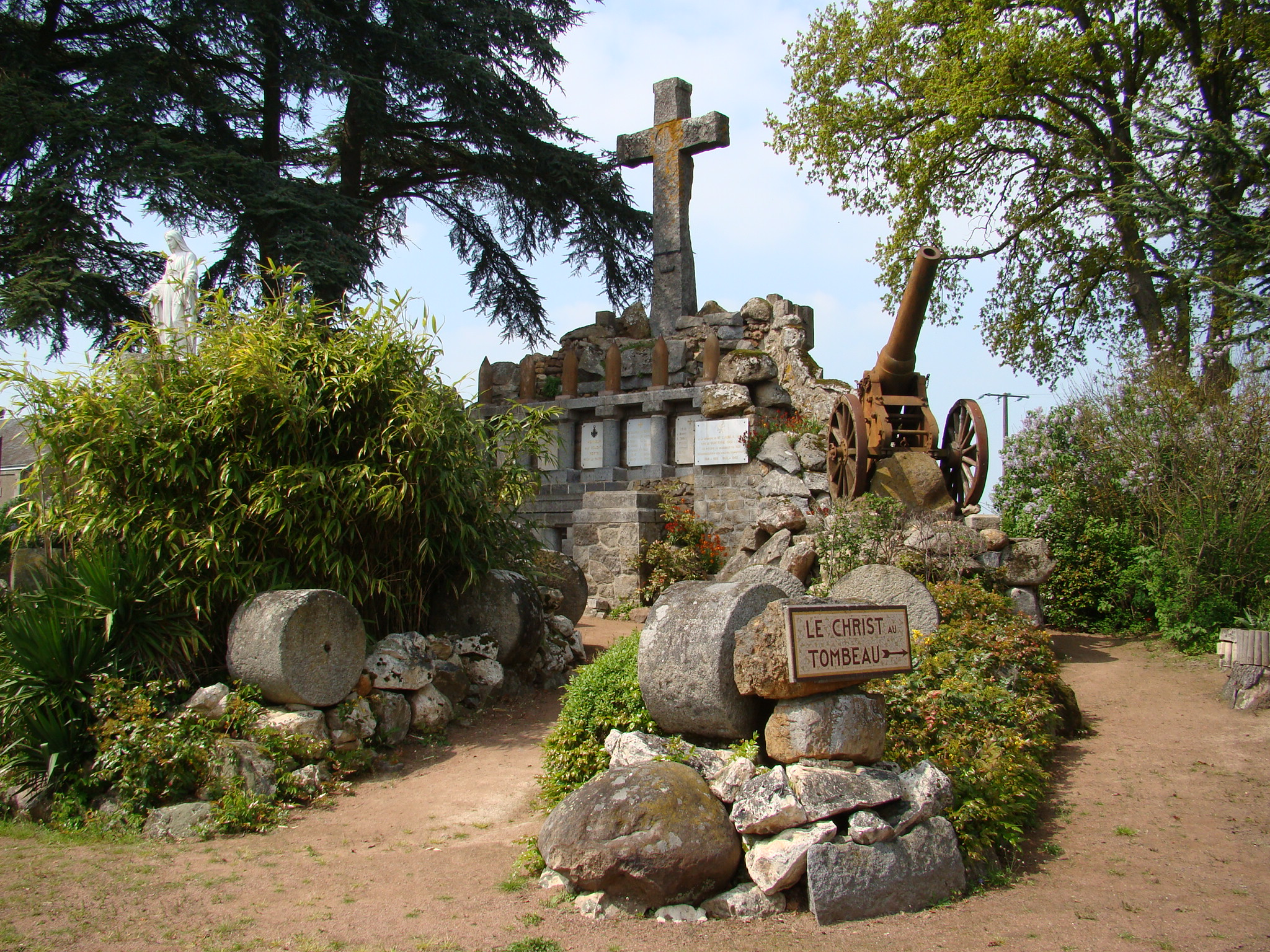

Noirterre offre aux yeux des visiteurs un monument intéressant : Le calvaire des soldats morts pour la Patrie. Il est situé sur la route de Thouars à la sortie du bourg et couvre une superficie de 700 m2. Il est le résultat des efforts, du dévouement et de la générosité de toute une population de Noirterre avec le concours et l'aide précieuse de l'Abbé Eugène Vatel, curé de Noirterre.
Son double but est de rendre hommage à Dieu qui nous a donné la Victoire, et de rappeler à la postérité le souvenir des chers soldats qui l'ont gagnée par leur courage et payée par le sacrifice de leur vie. Le monument se compose de deux plans : au 1er plan, le Sacrifice Humain et au 2e plan, le Sacrifice Divin.
Plusieurs curiosités rendent ce monument exceptionnel. Les six obus qui dominent le retable ont été donnés à la commune à la suite d'une demande de trophée de guerre auprès du Président du Conseil de l'époque, Georges Clemenceau. Ces obus sont des 280 Autrichiens venant de l'Arsenal de Clermont-Ferrand. Ils pèsent, vides, 167 kg.
Les deux canons ont été donnés par le Commandant du Camp de Châlons sur une demande de la Municipalité adressée à Georges Clemenceau. Ce sont des canons russes fabriqués en 1892 et 1893 à Perm dans l'Oural. Ils furent pris aux Russes par les Allemands qui les maquillèrent et les amenèrent contre nous. Ils pèsent 5 250 kg chacun. Ce sont des 155.
La Calvaire a couté environ 51 000 Francs donnés par les mains généreuses de la population de Noirterre et du voisinage.

### Les châteaux et manoirs

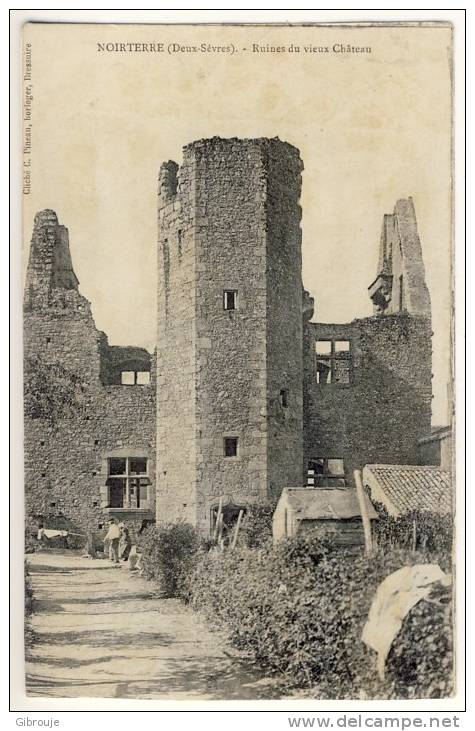
Le vieux château de Noirterre
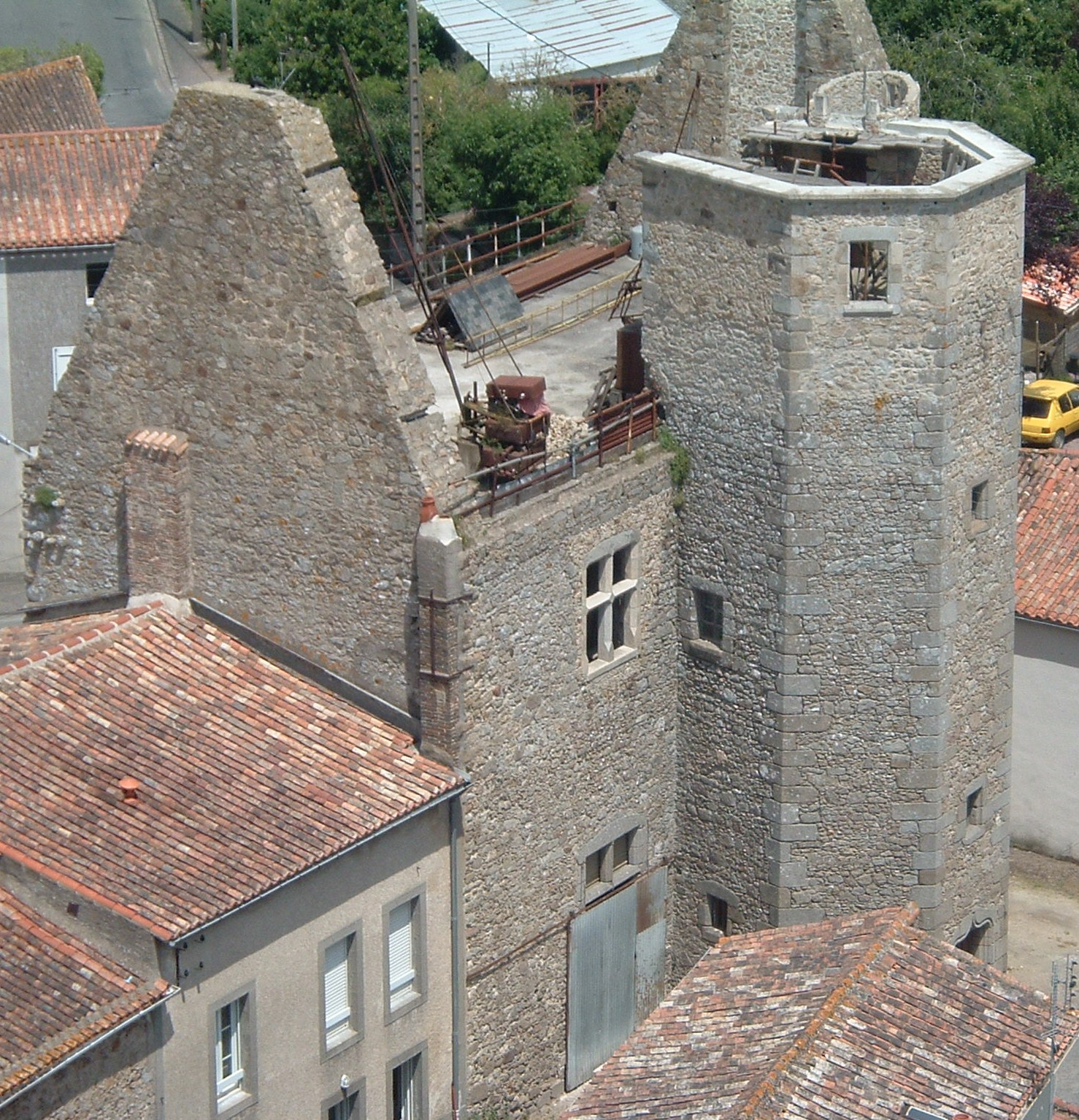
Le vieux château en 2008
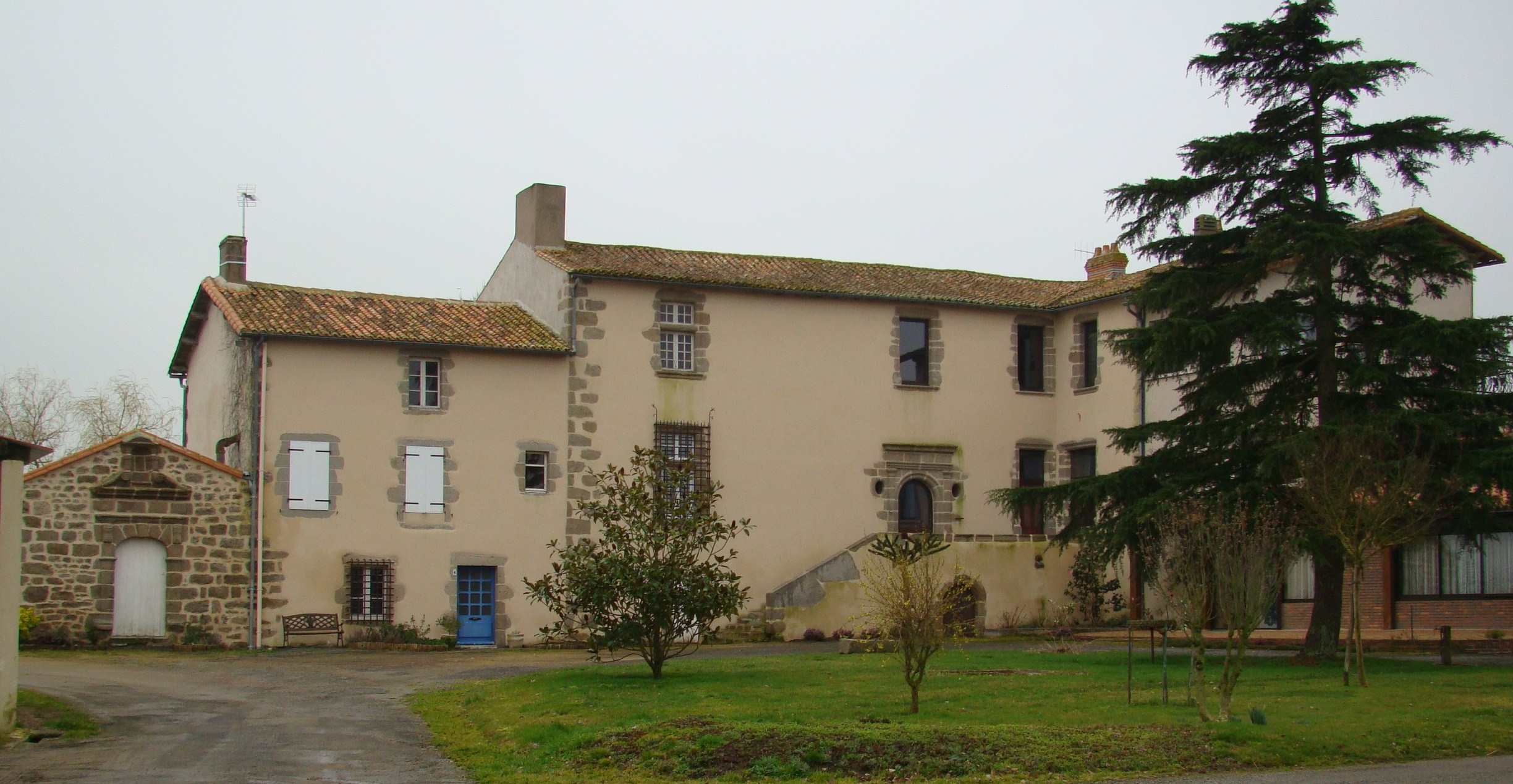
Le château de la Brosse-Moreau - Propriété privée
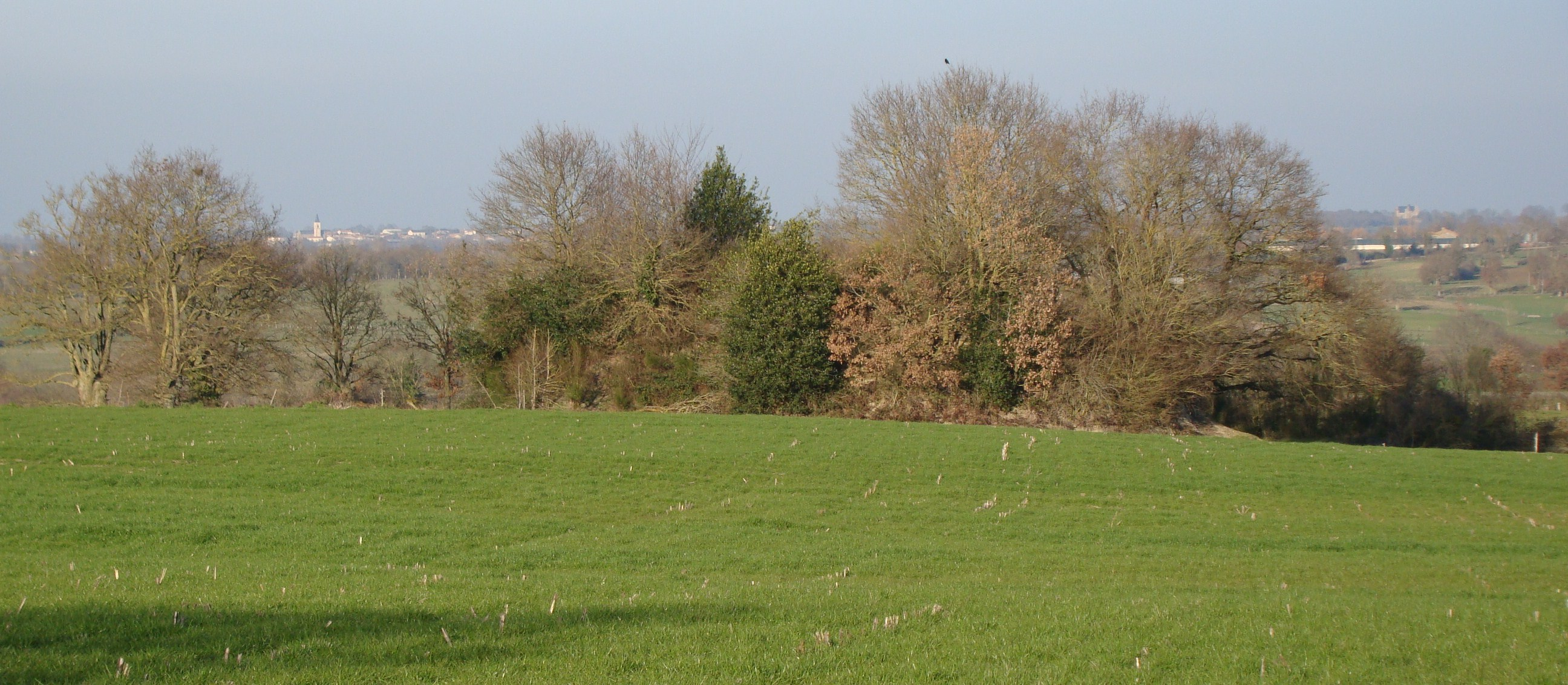
La motte castrale du Grand Cruhé

Dans le bourg de Noirterre se dressent les ruines d'un vieux château du XVe siècle appelé Hôtel de Noirterre. Ce haut logis rectangulaire ajouré de fenêtres à croisées de pierres moulurées relevait au Moyen Âge de la baronnie de Bressuire. La face orientée au midi est rehaussée d'une tour octogonale sur le côté de laquelle on peut apercevoir une échauguette. Ce logis fut longtemps possédé par le CHAUDRIER. Jean CHAUDRIER, premier connu, bourgeois de La Rochelle, fut anobli par Édouard III, Roi d'Angleterre. Il épousa Jeanne DE PARTHENAY -LARCHEVEQUE en 1372. Une de leurs descendantes, Jeanne CHAUDRIER, épousa en deuxièmes noces Louis DE RONSARD, maître d'hôtel du Dauphin, qui fut le père du poète Ronsard.
Jadis demeure d'un Sénéchal, le vieux château de la Brosse-Moreau date du XVIe siècle. Il possède une petite chapelle Renaissance du XVIIIe siècle accolée à l'ancienne maison seigneuriale. Les fenêtres du château sont garnies de fortes grilles d'une structure très compliquée. Au Moyen Âge, le château de la Brosse-Moreau relevait directement de la baronnie de Bressuire.
Le Bois Savary est un autre château relevant directement de la baronnie de Bressuire. Sa porte armoriée est surmontée d'un buste en haut relief représentant la tête du Seigneur Christophe Cahiduc, Seigneur de Bois-Savarit en 1605.
Le château du Grand Cruhé (malheureusement détruit depuis) possédait une jolie porte en granit du XVIe siècle, encadrée de deux clochetons et surmontée de deux écussons armoriés. Au Moyen Âge, il relevait de l'Hôtel de Noirterre. Près du château se trouve une motte castrale qui domine tout le pays.
Les Jouteaux offrent une vieille tour carrée avec une cave voutée en ogive en plein champ.
Le château de la Taconnière possède une porte et des fenêtres à croisées du XVIe siècle.

### Les chapelles et prieurés

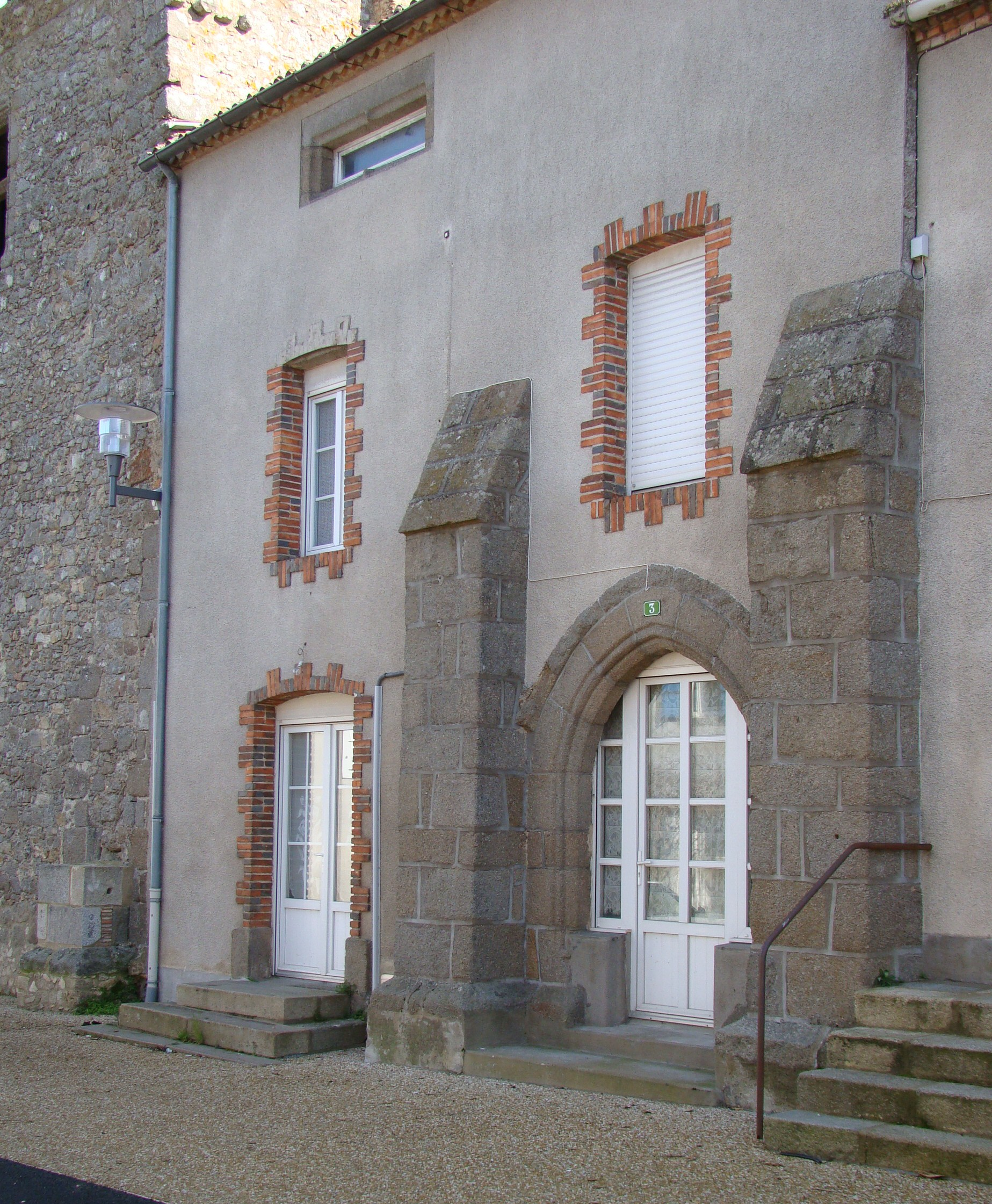
La Chapelle Saint-Nicolas - Propriété privée

En 950, il est fait mention dans la « Gallia Christiana », d'un monastère situé dans Noirterre « in nigra terra ». Au Moyen Âge, Noirterre comptait, en dehors de l'église Notre-Dame, quatre chapelles et deux prieurés.
La chapelle de Saint-Nicolas située dans le château dans le bourg. Dans la rue du Vieux-Château, encadrée par deux contreforts qui sont les restes d'un château du XIe siècle, apparaît la porte ogivale de cette chapelle.
La chapelle de Sainte-Barbe, probablement celle du château de la Brosse-Moreau. Ce château du XVIe siècle possède une petite chapelle renaissance du XVIIIe siècle, accolée à l'ancienne maison seigneuriale.
La chapelle de Saint-Pierre. Elle fut élevée par la famille de BAUMONT, seigneurs de Bressuire. Elle est complètement détruite et se trouvait très certainement à l'emplacement de l'actuel lotissement du « Champ de la Chapelle ».
La chapelle du Grand-Cruhé. Entièrement démolie, elle se trouvait à côté de la porte d'honneur du château.
La chapelle du Prieuré du Bois Brémaud. En 1225, Guillaume Ier, huitième abbé de l'abbaye de la Trinité de Mauléon, obtient de Philippe, évêque de Poitiers, la permission de faire construire cette chapelle au Bois Brémaud de Noirterre. Elle fut dédiée à saint André, et plus tard, devint un prieuré.
Le prieuré-cure de Saint-Clément à la Tisonnière. Il ne reste plus rien de ce prieuré de dénomination royale.

### L'église Notre-Dame de Noirterre

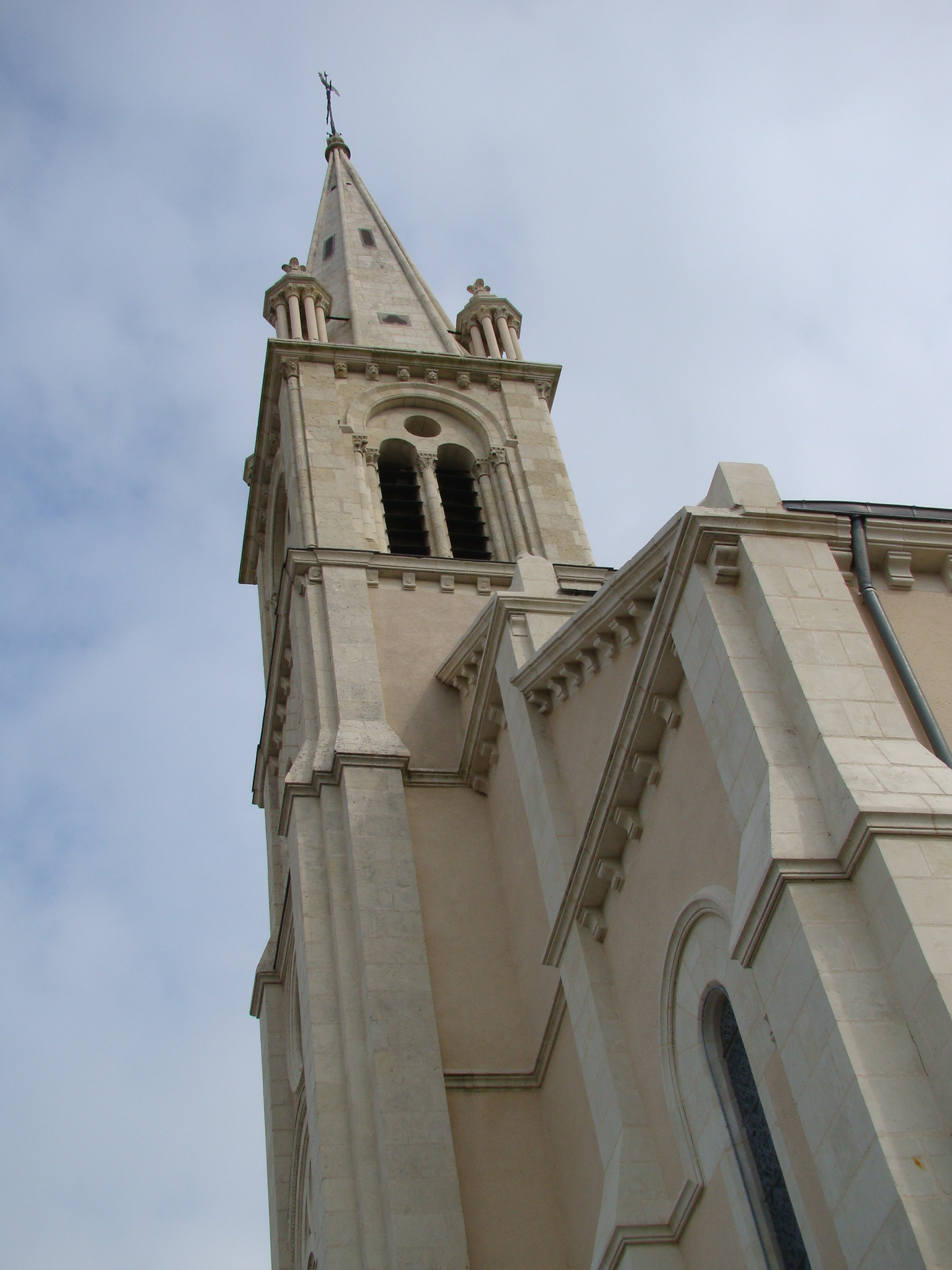
L'église Notre-Dame de Noirterre
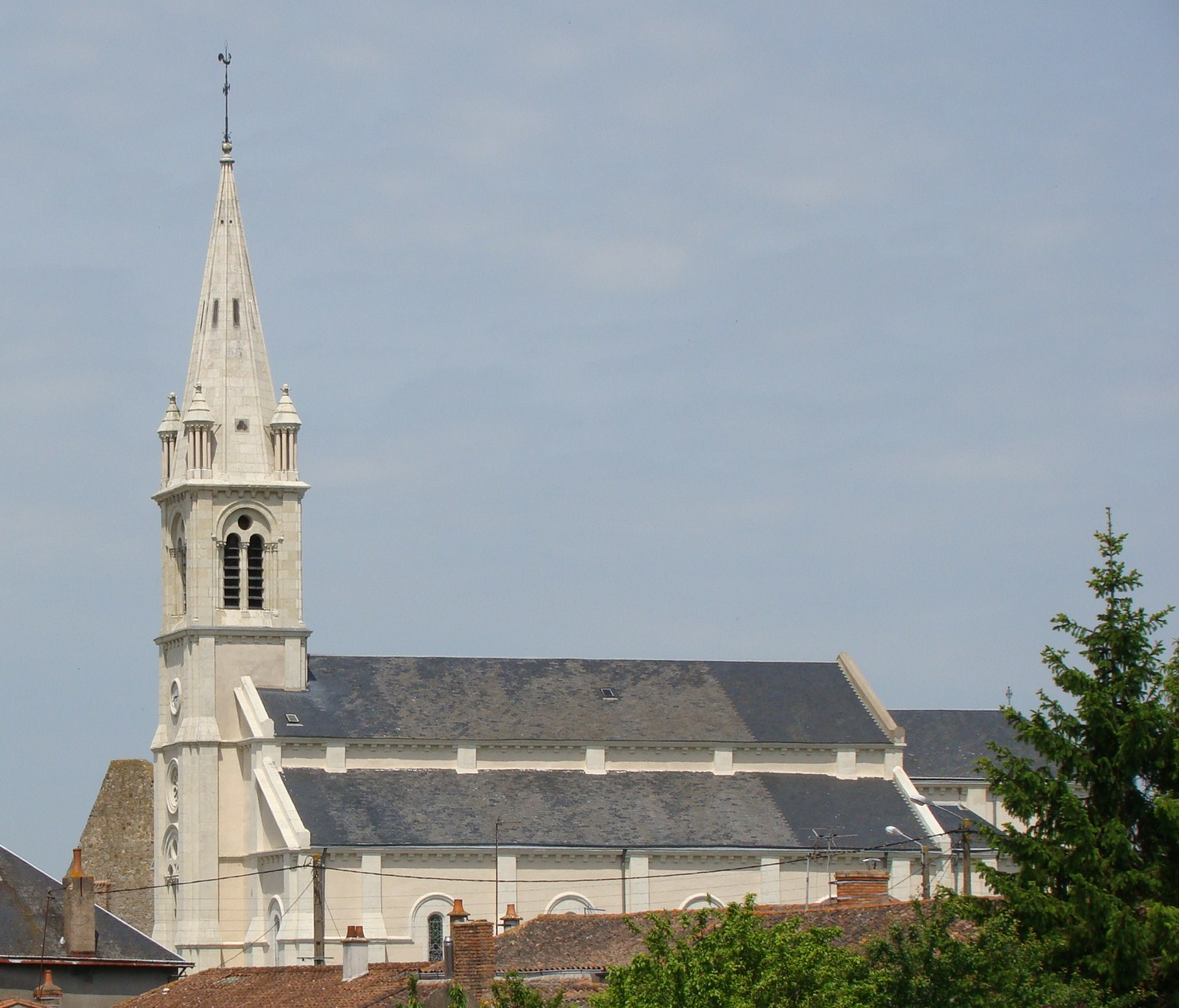
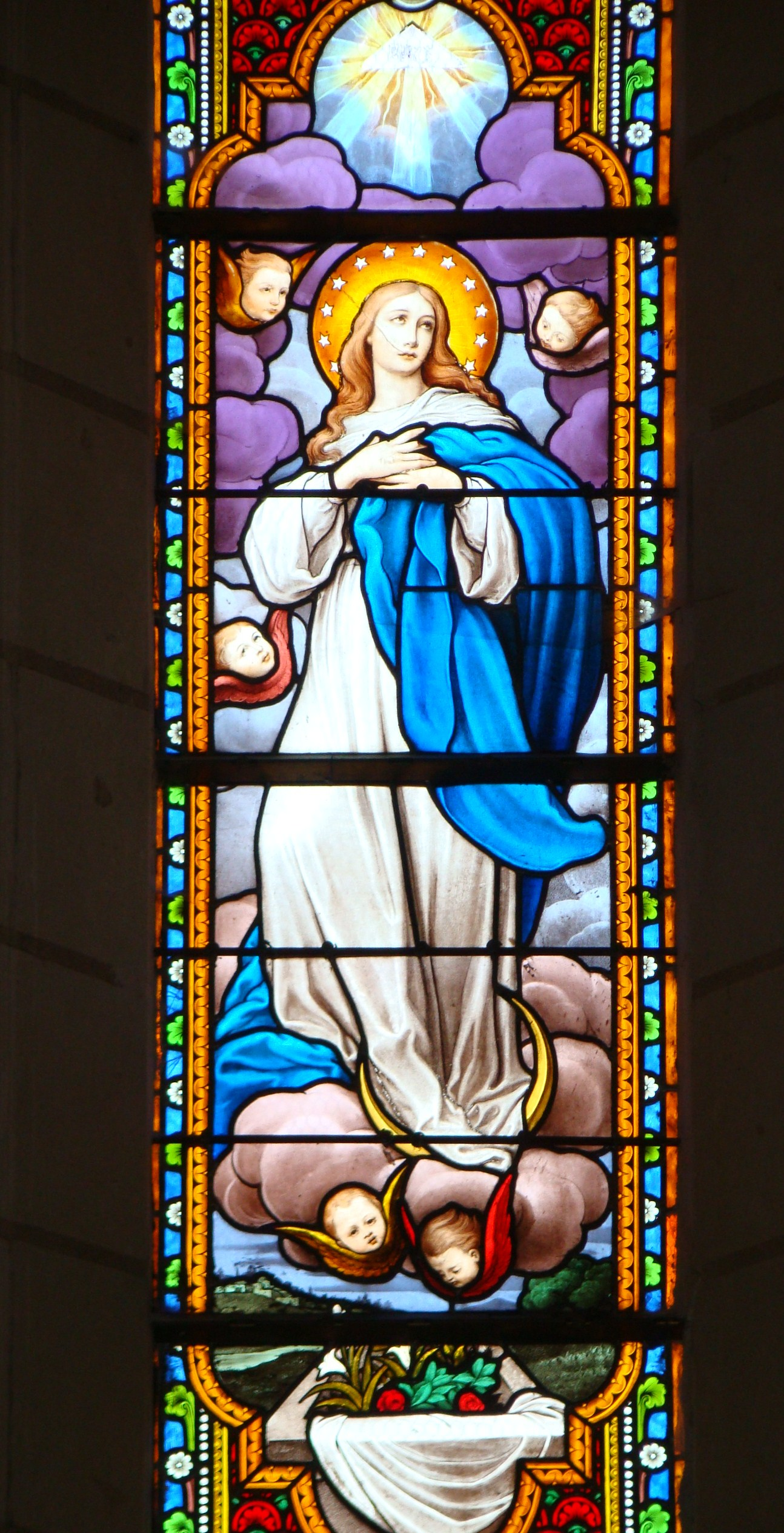
Le vitrail de "l'Assomption" d'après Murillo

Noirterre possédait une église romane du XIe siècle construite en granit et qui tombait en ruines. Elle fut remplacée par l'église néogothique actuelle commencée en 1882 par les soins de l'abbé Brosseau, curé de la paroisse, et terminée en 1902. L'architecte était Noël Daviau de Chinon.
La façade est ornée d'un perron et surmontée d'un joli clocher qui embellit la place centrale du bourg. L'intérieur de l'église frappe le visiteur par l'harmonie de ses trois nefs, l'élégance de ses colonnes, la grandeur et la richesse de son chœur.
On peut y remarquer les bancs en chêne, la chaire et la statue de Jeanne d'Arc, souvenir d'une grande manifestation le 22 mai 1910.
Les boiseries de chêne massif sont l'œuvre de Le Diberder, architecte à Nantes. Les vitraux ont été réalisés par les ateliers de Charles Lorin, de Chartres en 1903 et 1911. La verrière centrale du chœur représente « l'Assomption » d'après Murillo, grand peintre espagnol dont le tableau est au Louvre.
Cet édifice figure à l'inventaire général du patrimoine culturel depuis 1986.

### Le Pont et la Voie gallo-romaine

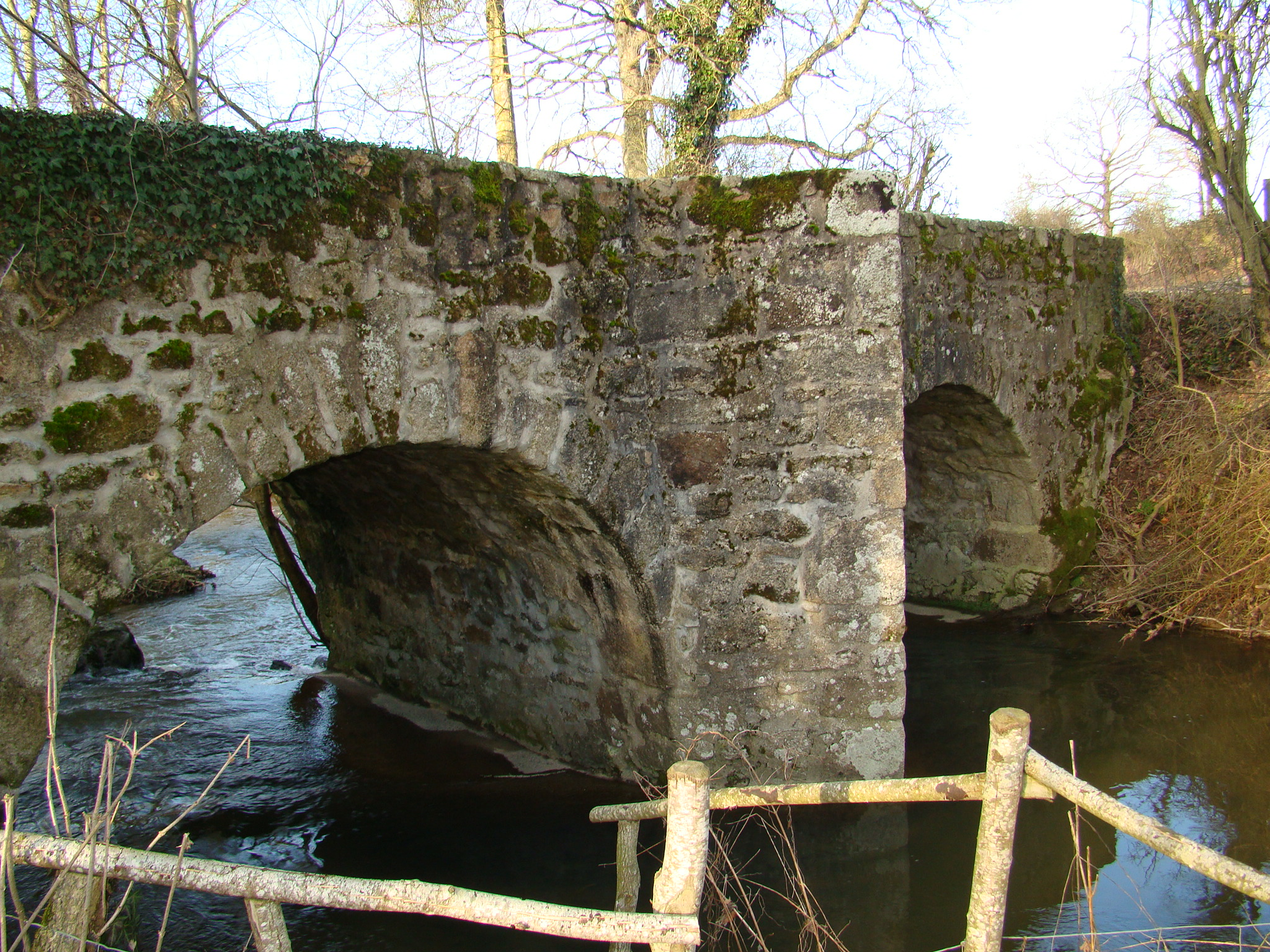
Le pont gallo-romain du Petit Cruhé

Noirterre est traversée par l'ancienne voie gallo-romaine reliant Bressuire à Thouars. Celle-ci passe près des villages du Bois Brémaud, le Grand Cruhé, le Bois Savary et Grand-Champ. En 1370, Bertrand Duguesclin a très certainement emprunté cette voie pour aller prendre Bressuire, jusque là aux mains des Anglais.
Le pont Gallo-Romain, dit de Crevé, ou de Cruhé, était mal famé au Moyen Âge. Les anciens affirmaient que c'était un passage redoutable et maudit où auraient eu lieu de nombreuses disparitions. Ce pont à deux arches jeté sur la Madoire est à égale distance des vieux châteaux du Bois Savary et du Grand Cruhé et est surplombé à 200 mètres par le cimetière gallo-romain.

### Le Cimetière Gallo-Romain
Non loin de cette voie gallo-romaine se trouve une nécropole Gallo-Romaine. Ce cimetière du Petit-Cruhé ou de Badard est assez vaste. Il contient certainement 5 à 600 tombeaux placés côte à côte à 25 cm les uns des autres, les pieds orientés vers l'Orient.
Ces tombeaux sont d'un seul morceau creusés dans la pierre coquillière du Puy-Notre-Dame (49). Un de ces tombeaux est exposé à droite en entrant au monument aux morts.

### Les Anciennes Briqueteries - Tuileries

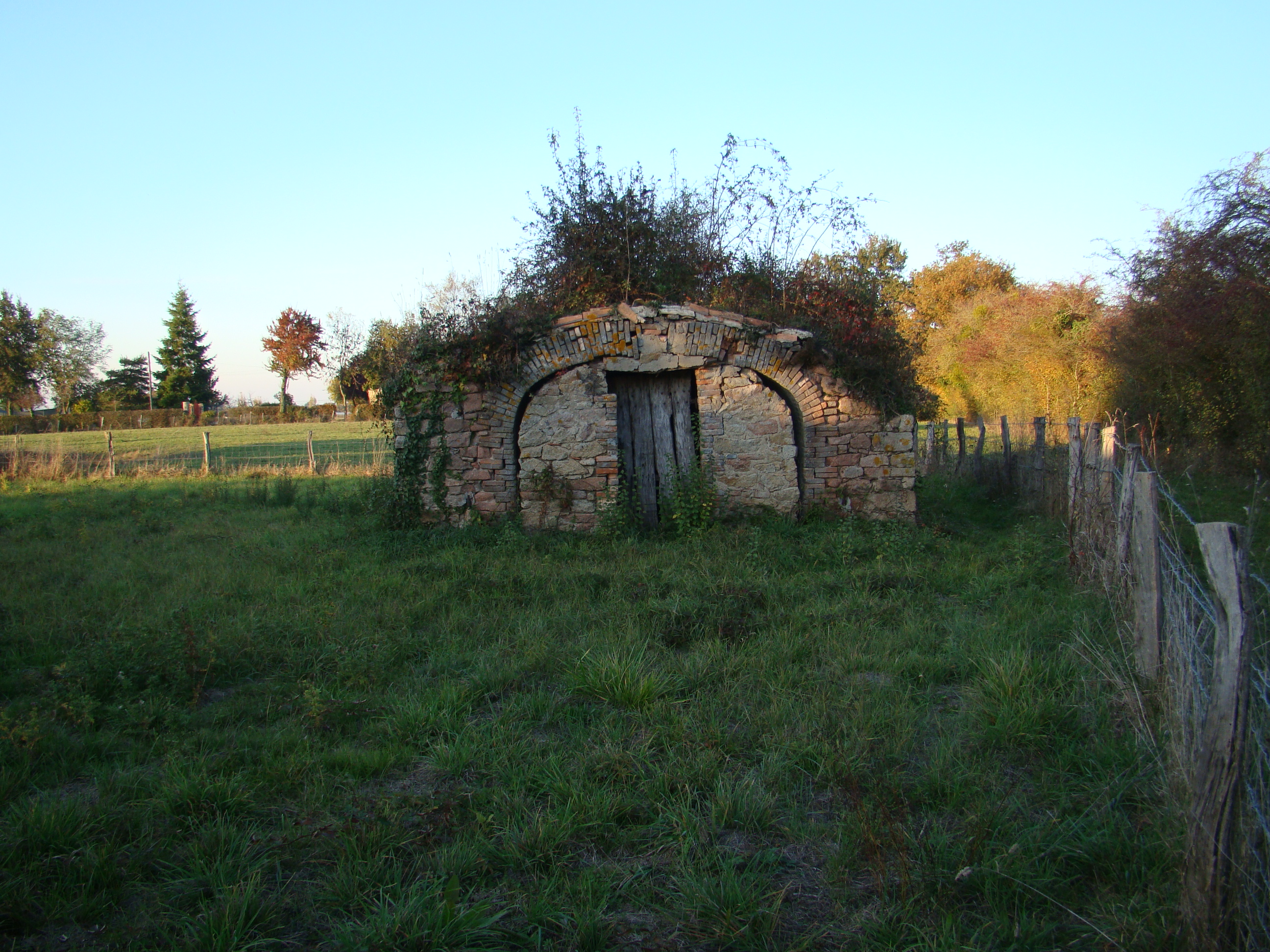
Le four de l'ancienne briqueterie Boureau
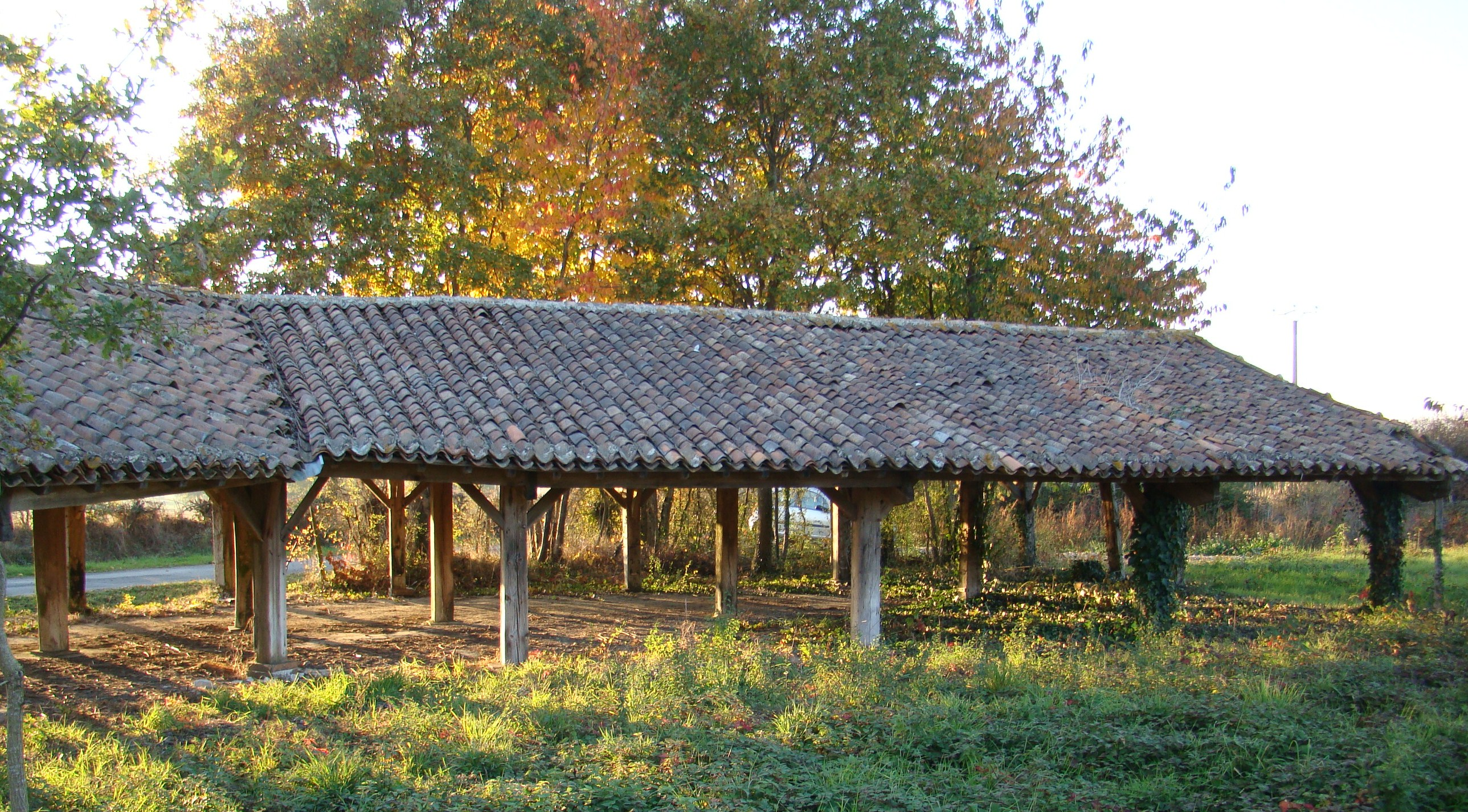
Le séchoir

Briqueterie Moinereau, lieu-dit « La Maison Neuve » : Cette tuilerie-briqueterie est créée durant le XIXe siècle. Elle est rachetée par François Moinereau avant 1898; ce dernier travaille avec son fils, Francis. En 1973, la succession est assurée par le gendre de Francis, Joël Chessé. L'entreprise travaille pour une clientèle régionale. L'activité cesse en 1992 et les machines sont vendues.
Le four à sole est couvert d'une voûte en anse de panier ; il mesure environ 6 m sur 3 m à l'intérieur et pouvait contenir de 10 à 12 t de marchandises. Le séchoir, dont une partie seulement subsiste, est en bois avec toit à croupe en tuile creuse. Le logement patronal est en moellon de granite enduit, à un étage carré et toit en tuile creuse ; ses ouvertures sont à arc segmentaire. Cette briqueterie est une propriété privée.
La présence de tuileries à Noirterre est liée au sous-sol de la commune qui possède des poches d'argile et notamment de kaolin. Trois anciennes carrières d'argile sont encore aujourd'hui visibles. Elles sont à présent recouvertes de forêts où l'on distingue très bien d'anciens puits d'argile, transformés en mares. Ces trois sites sont des propriétés privées, mais visibles depuis des chemins communaux.
L'architecture de Noirterre a également été marquée par la présence de ces briqueteries. En effet, nombreuses sont les habitations qui possèdent des entourages de fenêtres ou de portes en briques et les couvertures sont réalisées en tuiles « tige de botte ».
La commune possède l'ancienne briqueterie-tuilerie Boureau et également une série de briques anciennes sur lesquelles les artisans ont apposé leurs noms.
- Briqueterie MOINEREAU ;
- Briqueterie BOUREAU ;
- Briqueterie ROY ;
- Briqueterie DE FRANCE.

## Personnalités liées à la commune

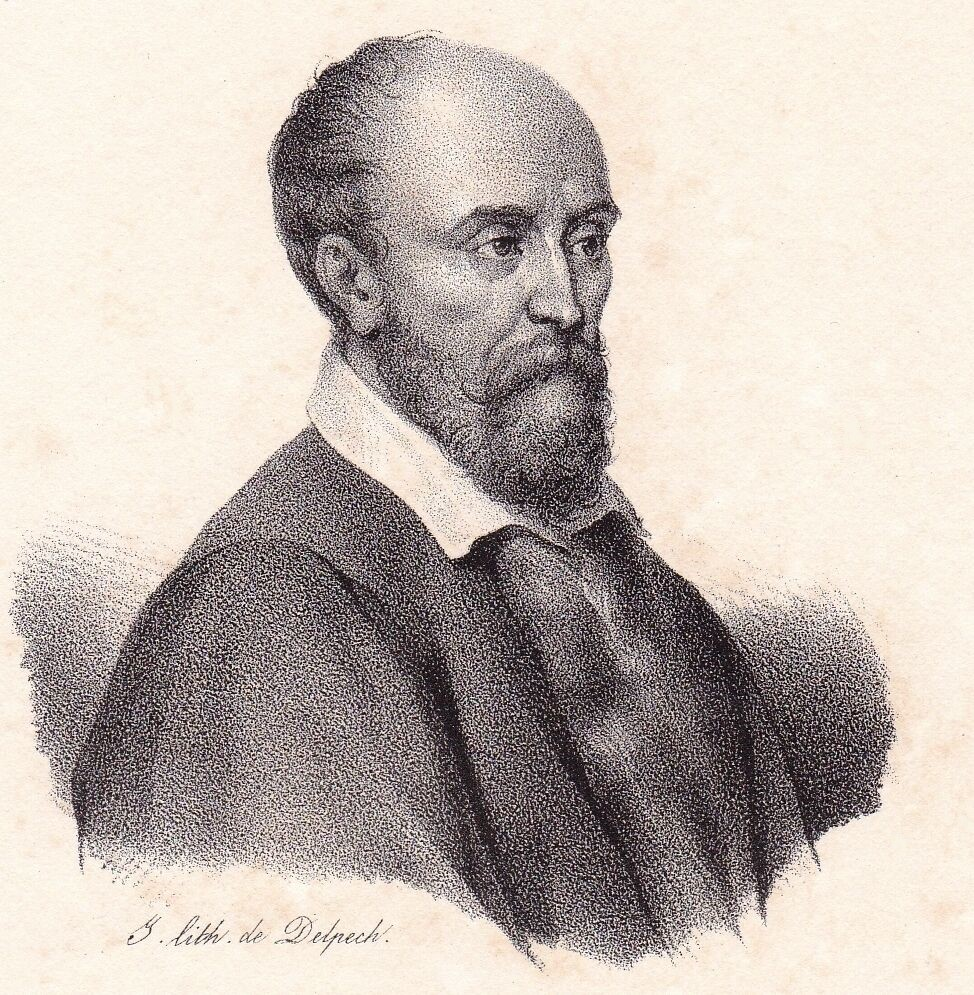
Pierre de Ronsard

- Le Père Eugène Vatel. Curé de Noirterre de 1902 à 1935, il organise la construction du « Calvaire des Soldats Morts pour la Patrie ». Une place du bourg de Noirterre a été baptisée en son nom.
- L'Abbé Cornuault. Curé de Noirterre de 1784 à 1793, il est guillotiné à La Rochelle en 1793, pour avoir refusé de prêter serment à la République. Une rue de Noirterre porte son nom.
- Georges Clemenceau. (1841 – 1929) Président du Conseil de 1917 à 1920, il offre à la municipalité de Noirterre les 2 canons et le 6 obus présents dans le monument aux morts.
- Pierre de Ronsard. Poète français né en 1524 décédé en 1585. Sa mère, Jeanne Chaudrier, est issue de la famille Chaudrier, seigneurs de l'Hôtel de Noireterre.
- Sophie Desmarets. Actrice française, née le 7 avril 1922. Elle s'est mariée à Noirterre le 7 août 1942 avec René Froissant, éditeur à Paris. Elle possède un filmographie très importante dont Le Capitan, Le Mur de l'Atlantique. Une place porte son nom à Noirterre depuis 2015.
- Michel Bécot. Homme politique français né le 10 octobre 1939. Originaire de Noirterre, il fut maire de Moncoutant de 1977 à 2008. Il est sénateur des Deux-Sèvres depuis 1995.